# Corbeil-Essonnes
Pour les articles homonymes, voir Corbeil.
Pour les autres significations, voir Secteur pastoral de Corbeil-Saint-Germain.
Corbeil-Essonnes (prononcé [kɔʁbɛj‿ɛsɔn] ) est une commune française située à vingt-neuf kilomètres au sud-est de Paris, dans le département de l’Essonne en région Île-de-France, issue de la fusion en 1951 des communes de Corbeil et d'Essonnes.
Corbeil, cité gallo-romaine, château de défense de la Seine au Moyen Âge puis ville royale dès 1120, et Essonnes qui connut l’implantation de chasseurs au Paléolithique, de potiers gaulois et qui devint dès le XIIe siècle une importante ville industrielle sur la route de Paris, ont très tôt été liées dans leur développement économique et démographique, bénéficiant de la présence de la Seine et de l’Essonne, cours d’eau sources d’énergie pour les nombreux moulins, et des régions agricoles de Beauce et de Brie aux portes de la capitale. Des Grands moulins de Corbeil, qui alimentaient la royauté dès le XIIe siècle, à l'usine d'Altis Semiconducteur, fleuron de l'industrie moderne, Corbeil-Essonnes est une ville fière de son passé et de son savoir-faire.
Issue de la fusion de deux communes en 1951, elle est aujourd'hui la deuxième ville du département de l'Essonne, riche d'un patrimoine architectural et culturel exceptionnel.
Ses habitants sont appelés les Corbeil-Essonnois.

## Géographie

### Situation
Corbeil-Essonnes est située dans la région Île-de-France, au sud de l’agglomération parisienne et au nord-est du département de l’Essonne, à la frontière entre les régions naturelles du Hurepoix à l’ouest, du Gâtinais au sud et de la Brie française au nord-est. La commune occupe un territoire approximativement triangulaire isocèle, la pointe orientée vers le sud, avec une base de trois kilomètres de long et des côtés de six kilomètres, créant une superficie totale de mille cent un hectares. L’Institut national de l'information géographique et forestière donne les coordonnées géographiques 48° 36′ 38″ N, 2° 28′ 38″ E au point central de ce territoire.
Plus des trois-quarts de ce territoire sont urbanisés, 64,36 % étant effectivement construits, il ne subsiste alors en 2003 que 194 hectares d’espace « rural », situés en majeure partie sur les berges de la Seine et à l’ouest, à proximité du stade et du quartier de Robinson.
C’est ainsi au centre-ville que se situe le point le plus bas du territoire à seulement trente-deux mètres d’altitude, le terrain s’élevant rapidement vers le nord-ouest et le plateau du Hurepoix où se trouve le point culminant à quatre-vingt-douze mètres, en bordure de l’autoroute A6, seulement trois kilomètres plus à l’ouest de l’hôtel de ville.
Cité industrielle importante depuis des temps reculés, l’accès naturel à la commune par le fleuve fut largement enrichi, avec le passage sur son territoire de la route nationale 7 du nord au sud, de la route nationale 104 d’ouest en est et à l’extrême ouest de l’autoroute A6, qui traverse la ville voisine de Villabé. S’ajoute à ce réseau national un nœud routier départemental composé des RD 26, 33, 191, 446 et 448. Les transports ferroviaires sont assurés par le passage sur le territoire de deux branches de la ligne D du RER. La ligne de Villeneuve-Saint-Georges à Montargis du nord au sud-ouest, avec les gares de Corbeil-Essonnes et Moulin-Galant. La ligne de Corbeil-Essonnes à Montereau, au départ de la gare municipale principale, qui dessert les gares d’Essonnes - Robinson et du Plessis-Chenet. Les obstacles naturels et infrastructures routières et ferroviaires morcellent la ville en 19 quartiers, accentuant la distinction entre les anciennes communes de Corbeil et d’Essonnes.
Importante à l’échelle de la région, la commune est située à seulement vingt-neuf kilomètres au sud-est de Paris-Notre-Dame, point zéro des routes de France. Elle est implantée à quatre kilomètres au sud-est de sa voisine Évry-Courcouronnes, qui lui a ravi le statut de préfecture du département, quinze kilomètres au sud-est de Montlhéry, dix-sept kilomètres au nord-est d’Arpajon, dix-sept kilomètres au nord-est de La Ferté-Alais, vingt et un kilomètres au sud-est de Palaiseau, vingt-trois kilomètres au nord de Milly-la-Forêt, trente et un kilomètres au nord-est d’Étampes, trente-cinq kilomètres au nord-est de Dourdan et quinze kilomètres au nord-ouest du chef-lieu seine-et-marnais Melun. La commune est en outre située à soixante-dix neuf kilomètres au sud-est de son homonyme picarde Corbeil-Cerf et cent quarante-trois kilomètres à l’ouest de Corbeil dans la Marne.

### Communes limitrophes
Le territoire de Corbeil-Essonnes est installé dans une boucle de la Seine.
Au nord, le fleuve la sépare d’Étiolles puis d’une partie de Saint-Germain-lès-Corbeil au nord-est, avant que la commune n’occupe les deux rives jusqu’à Saint-Pierre-du-Perray à l’est. Au sud-est, la rive droite limitrophe est occupée par les communes de Saintry-sur-Seine et Morsang-sur-Seine. Au sud, la route nationale 7 matérialise une partie de la frontière avec Le Coudray-Montceaux, suivit au sud-ouest par le village d’Ormoy. Le sud-ouest est aussi en limite de Villabé, séparée par le cours de l’Essonne. À l’ouest, Lisses marque le début de l’ancienne ville nouvelle, suivie au nord-ouest par la préfecture du département, Évry-Courcouronnes.

### Hydrographie
Corbeil-Essonnes est située au confluent de la rivière l’Essonne et de la Seine. Le fleuve entre par le sud-est de la commune puis forme une boucle à gauche face à la commune voisine de Saint-Pierre-du-Perray. En amont, Corbeil-Essonnes n’est implantée que sur la rive gauche, en sortie de la boucle, elle déborde légèrement sur la rive droite avant de laisser la place au parc de Saint-Germain-lès-Corbeil.
Un lac est relié au fleuve par un bras mort sur la berge gauche de la boucle, site de débordement naturel du fleuve aujourd’hui utilisé comme base nautique. Le parcours du fleuve totalise ainsi six kilomètres huit cents mètres sur le territoire de la commune. Il n’est enjambé que par deux ponts, le pont de l’armée Patton en centre-ville et le pont de la route nationale 104 plus en aval qui matérialise la limite avec Évry au nord. Une station de mesure du débit du fleuve fut installée dans la commune en 1881.
L’Essonne entre par le sud du territoire, alors qu’elle est scindée en deux bras, celui de droite matérialisant la frontière avec le bourg de Villabé. À proximité de la gare de Moulin-Galant se trouve une île. La rivière se réunit avant une nouvelle séparation dans le quartier de La Nacelle. Une petite île est présente après une courbe à gauche puis trois dans le quartier de Robinson, avant une nouvelle séparation du cours d’eau. Deux barrages sont implantés sur le bras sud, dont un pour alimenter l’ancien moulin à poudre communal, installé sur une île avant la confluence des deux bras de la rivière. La rivière fait ensuite une dernière boucle à gauche pour entrer dans le centre-ville. La fin du parcours a été domestiquée et se fait en souterrain sous les Grands Moulins. Seize ponts permettent de traverser la rivière sur le territoire de la commune dont deux sur la route nationale 7.

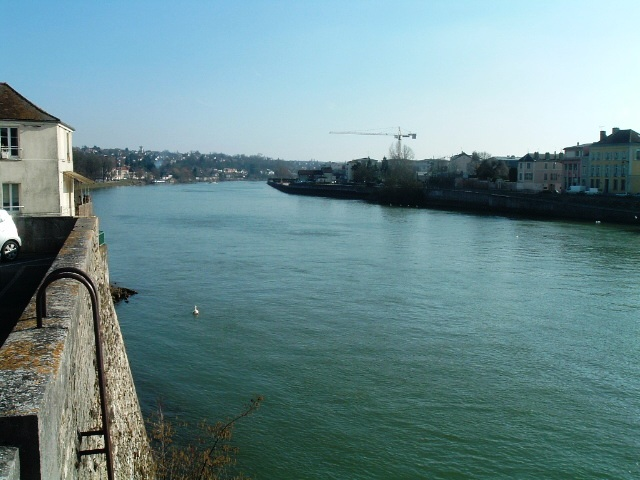
La Seine.
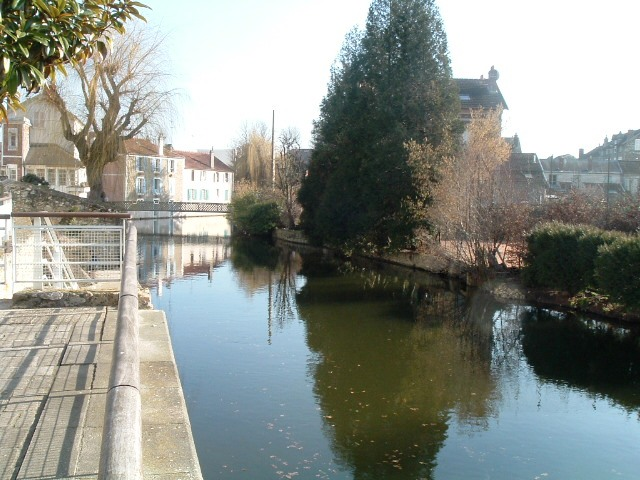
L’Essonne en centre-ville.

### Relief et géologie
Une forte crête marque la berge sud de la Seine sur sa rive gauche, séparant les vallées du fleuve et de la rivière, de sorte qu’une part importante de la commune, correspondant à l’ancien territoire d’Essonnes est installé dans une plaine alluviale où serpente l’Essonne en formant six îles.
Le territoire de Corbeil-Essonnes s’étale sur les deux rives de la Seine, dans une vallée s’élargissant largement vers l’aval. Le point le plus bas est situé à une altitude de trente-deux mètres, à proximité des quais de l’apport de Paris sur la rive gauche. Au nord de ce point, le terrain s’élève rapidement vers l’ouest et le plateau du Hurepoix.
Le centre-ville est situé à la même altitude que le fleuve, la plaine alluviale se poursuit par le lit de l’Essonne vers le sud-ouest, enserré entre le plateau du Hurepoix au nord-ouest et une crête au sud-est, séparant la rivière de la Seine, avec une pente abrupte au sud du territoire entre la route nationale 7 et le fleuve, marquée par un dénivelé de quarante mètres sur une longueur de deux cents mètres.
La rive droite est en partie occupée par la commune face au centre-ville, le terrain s’élève de façon régulière de vingt mètres sur une distance de cent mètres. Le sous-sol, typique du Bassin parisien, comprend des formations de calcaire, d’argile, de limon et de meulière.
L’érosion et l’hydrographie ont façonné le relief de la commune, le plateau du Hurepoix au nord-ouest, séparé du plateau du Gâtinais au sud par l’Essonne dont la vallée s’incline vers la Seine à l’est.

### Climat
Pour des articles plus généraux, voir Climat de l'Île-de-France et Climat de l'Essonne.
En 2010, le climat de la commune est de type climat océanique dégradé des plaines du Centre et du Nord, selon une étude du CNRS s'appuyant sur une série de données couvrant la période 1971-2000. En 2020, Météo-France publie une typologie des climats de la France métropolitaine dans laquelle la commune est exposée à un climat océanique altéré et est dans la région climatique Sud-ouest du bassin Parisien, caractérisée par une faible pluviométrie, notamment au printemps (120 à 150 mm) et un hiver froid (3,5 °C).
Pour la période 1971-2000, la température annuelle moyenne est de 11,7 °C, avec une amplitude thermique annuelle de 15,5 °C. Le cumul annuel moyen de précipitations est de 660 mm, avec 10,9 jours de précipitations en janvier et 7,6 jours en juillet. Pour la période 1991-2020, la température moyenne annuelle observée sur la station météorologique la plus proche, située sur la commune de Seine-Port à 8 km à vol d'oiseau, est de 11,3 °C et le cumul annuel moyen de précipitations est de 673,1 mm,. Pour l'avenir, les paramètres climatiques de la commune estimés pour 2050 selon différents scénarios d'émission de gaz à effet de serre sont consultables sur un site dédié publié par Météo-France en novembre 2022.

### Voies de communication et transports

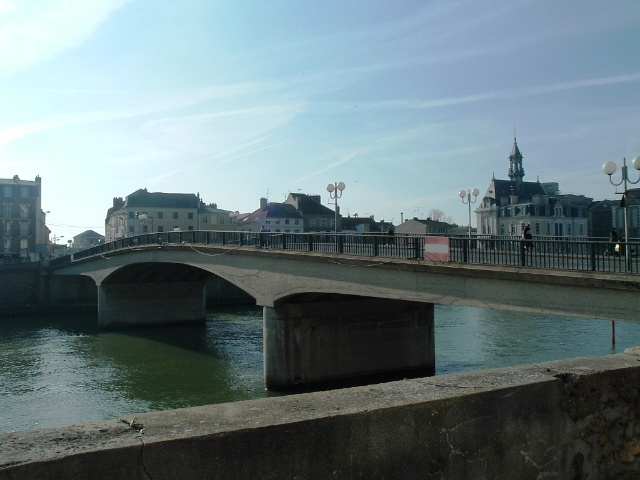
Le pont de l’Armée Patton sur la Seine.

Corbeil-Essonnes a toujours été au carrefour de diverses voies de communication fluviales, ferroviaires et routières.

#### Communications fluviales
La première voie de communication naturelle est la Seine. Elle a servi, depuis le Moyen Âge, au transport des céréales de la Beauce. La commune accueille actuellement sur son territoire une partie du port fluvial de marchandises d’Évry, principalement destiné au fret et au traitement de céréales.

#### Communications routières

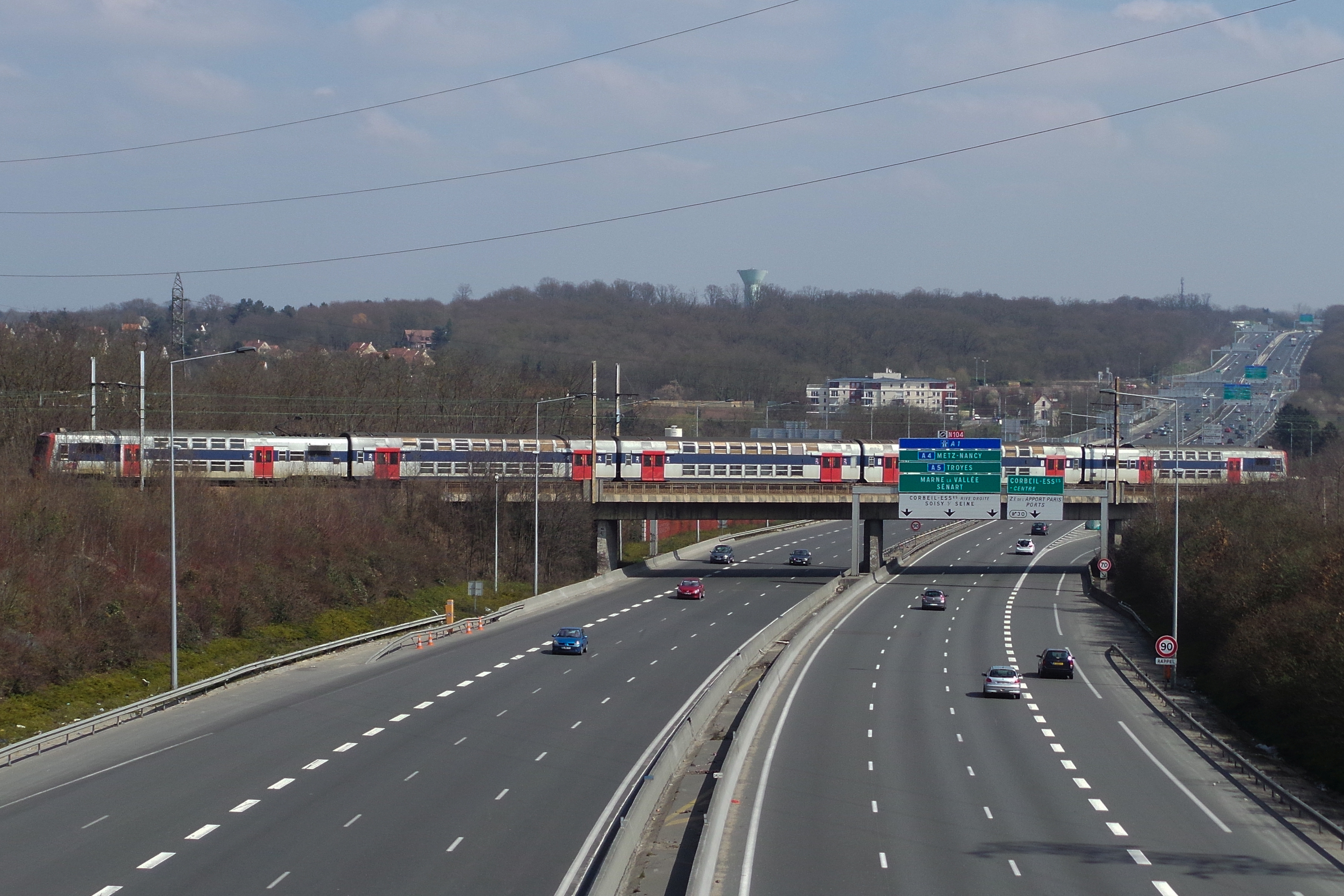
La route nationale 104 (la Francilienne) au nord de Corbeil-Essonnes.

Le mode de transport fluvial historique fut rapidement connecté aux autres voies terrestres de communication. La ville est ainsi sur le passage de l’ancienne Via Agrippa, devenue l’ex-route nationale 7, qui traverse la commune du nord au sud, complétée au XXe siècle par l’autoroute A6 qui passe à l’extrême ouest du territoire et la route nationale 104, super-périphérique d’Île-de-France, qui croise les deux premières au nord de la commune.
Centre industriel historique, Corbeil et Essonnes étaient aussi le point de départ d’un maillage important de voies secondaires, conservées aujourd’hui avec les routes départementales RD 26 vers Saint-Maurice-Montcouronne et au-delà Rambouillet, la RD 33 vers Boussy-Saint-Antoine et plus loin Villiers-sur-Marne, la Marne et l’autoroute A4, la RD 191 vers Étampes et Ablis, la RD 446 vers Melun, la RD 448 vers Montgeron et la route nationale 6, enfin la RD 947 vers Lieusaint et l’autoroute A5.
D’importants travaux inscrits au schéma directeur de la région Île-de-France en 1994, engagent la totale réfection de la Francilienne entre les autoroutes A6 et A5, notamment avec le doublement du viaduc de Corbeil-Essonnes, l’aménagement de l’échangeur autoroutier Émile Zola d’accès à la commune, tout ceci avec des contraintes importantes de trafic (100 000 véhicules par jour, 4 600 véhicules par heure en pointe) et environnementales (urbanisation dense sur la rive gauche et bois classés sur la rive droite).
À Corbeil-Essonnes est installé le premier pont routier permettant de traverser la Seine sur les cinq que compte département de l’Essonne, le pont de l’Armée Patton.
Ce riche réseau routier est complété par la présence importante d’infrastructures ferroviaires, la commune disposant, au nord d’une vaste gare de fret entre les zones d’activités de l’Apport de Paris et des Tarterêts.
Corbeil-Essonnes est située à quinze kilomètres au sud-est de l’aéroport de Paris-Orly, quarante-quatre kilomètres de l’aéroport de Paris-Charles-de-Gaulle et quatorze kilomètres à l’ouest de la base aérienne de Melun-Villaroche, transformée à terme en aéroport de tourisme et d’affaires.

#### Transports en commun

##### Transports ferroviaires
Le territoire de la commune est traversé par trois lignes ferroviaires qui se rejoignent à Corbeil-Essonnes ou en sont origine ou terminus :
- la ligne de Villeneuve-Saint-Georges à Montargis ;
- la ligne de Grigny à Corbeil-Essonnes ;
- la ligne de Corbeil-Essonnes à Montereau.

La ville de Corbeil-Essonnes est desservie par trois gares de la ligne D du RER situées sur son territoire :
- la gare de Corbeil-Essonnes, située au nord, dans le centre-ville historique, à la jonction des trois lignes ferroviaires ;
- la gare d'Essonnes - Robinson, située à l'ouest, dans le quartier de Robinson, sur la ligne de Corbeil-Essonnes à Montereau ;
- la gare de Moulin-Galant, située au sud-ouest, dans le quartier du Moulin-Galant, sur la ligne de Villeneuve-Saint-Georges à Montargis.

Sélection de photos des gares de Corbeil-Essonnes.
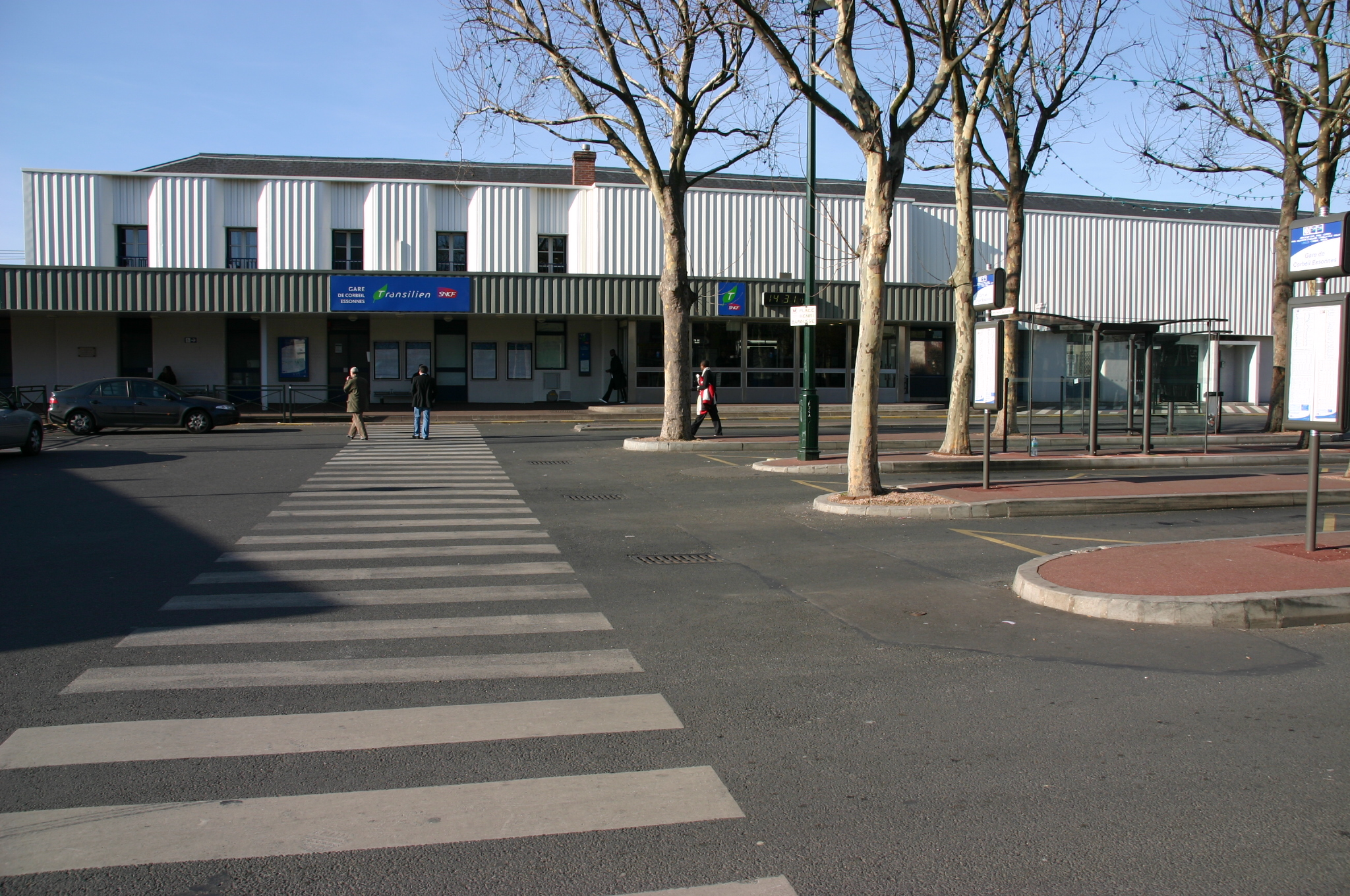
La gare de Corbeil-Essonnes.
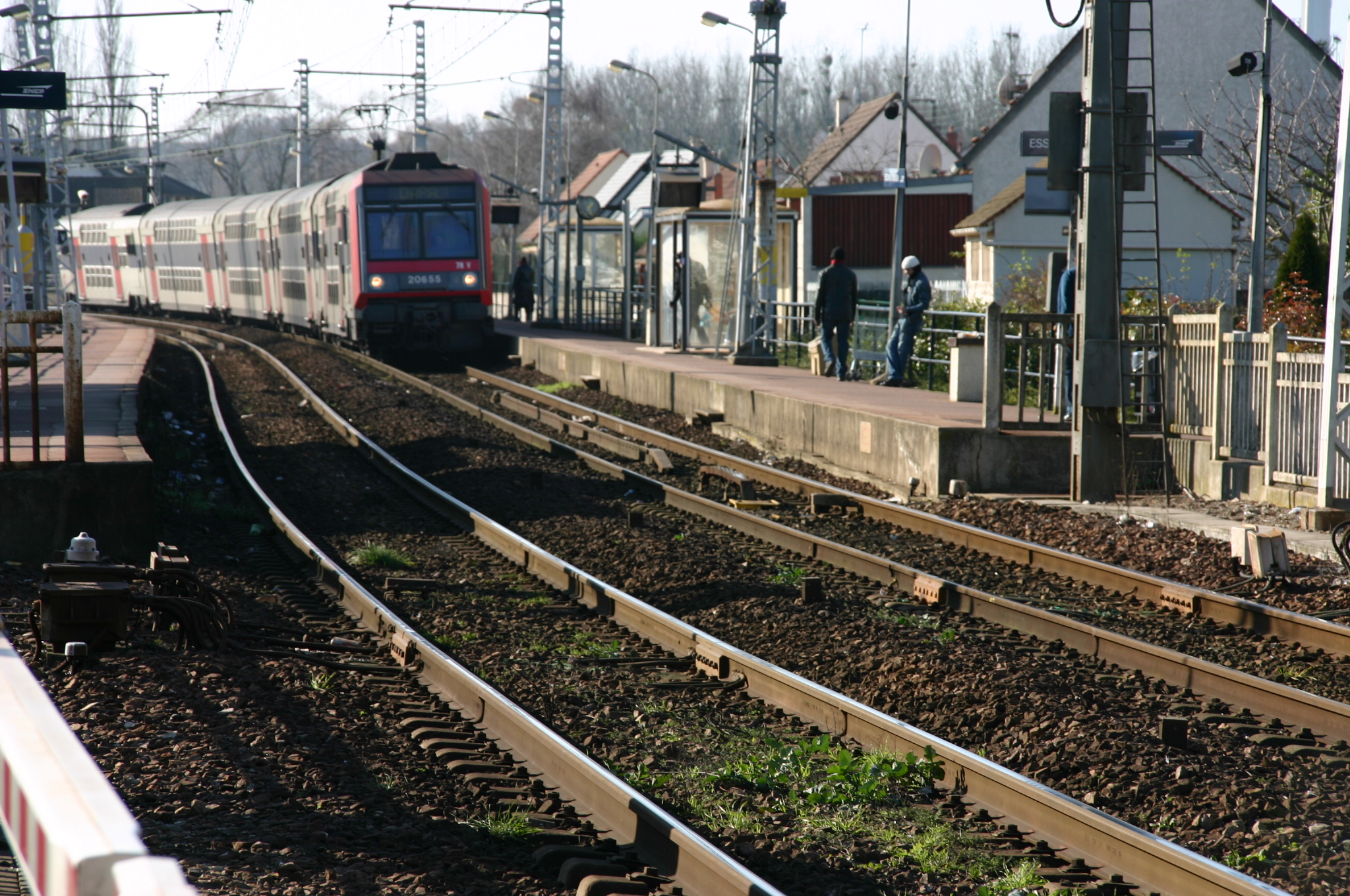
La gare d'Essonnes - Robinson.
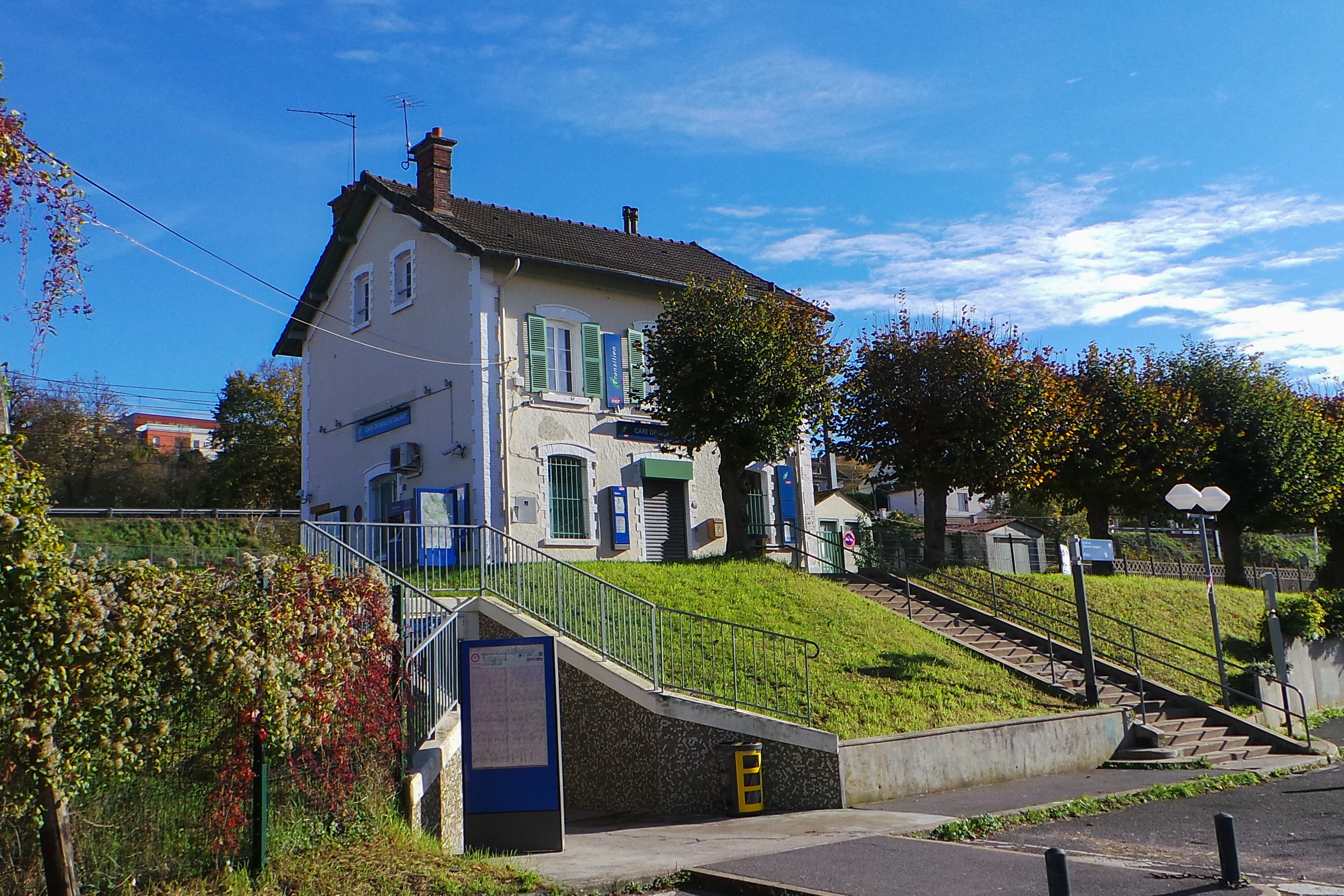
La gare de Moulin-Galant.

Ainsi que par trois autres gares de la ligne D du RER situées à proximité immédiate de la commune :
- la gare du Bras de Fer - Évry - Génopole, située au sud-est de la commune d'Évry-Courcouronnes, sur la ligne de Grigny à Corbeil-Essonnes et permettant de desservir le centre hospitalier sud francilien et le quartier des Tarterêts à Corbeil-Essonnes ;
- la gare du Plessis-Chenet, située au nord-est de la commune du Coudray-Montceaux, sur la ligne de Corbeil-Essonnes à Montereau et permettant de desservir le quartier de Pressoir-Prompt et l'ancienne usine Altis (IBM) à Corbeil-Essonnes ;
- la gare de Villabé, située au nord-est de Villabé, sur la ligne de Corbeil-Essonnes à Montereau et permettant de desservir le quartier de la Nacelle à Corbeil-Essonnes.

Depuis la gare de Corbeil-Essonnes, le RER D permet de se rendre à Paris entre 30 à 50 minutes environ, à Juvisy en 20 minutes environ, à Melun en 30 minutes environ et à Malesherbes en  45 minutes environ.

##### Lignes de bus
Plusieurs lignes d’autobus  desservent la commune :
- les lignes 3754, 3755 et 3779 du réseau de bus Sénart ;
- les lignes 4201, 4203, 4206, 4230, 4231, 4240, 4241, 4242, 4243 et 4245, les lignes de soirée 4250 et 4251, les lignes a vocation scolaire 4273, 4274, 4275, 4276 et 4277 et la ligne express 9112 du réseau de bus Évry Centre Essonne ;
- les lignes 4309, 4324, 4329, 4330, 4334 (desserte scolaire du Lycée Robert-Doisneau), 4340 et 4346 du réseau de bus Essonne Sud Est ;
- la ligne 1 du réseau de bus T Zen ;
- ainsi que les lignes N135 et N139 du réseau de bus Noctilien.

Sélection de photos de bus à Corbeil-Essonnes.
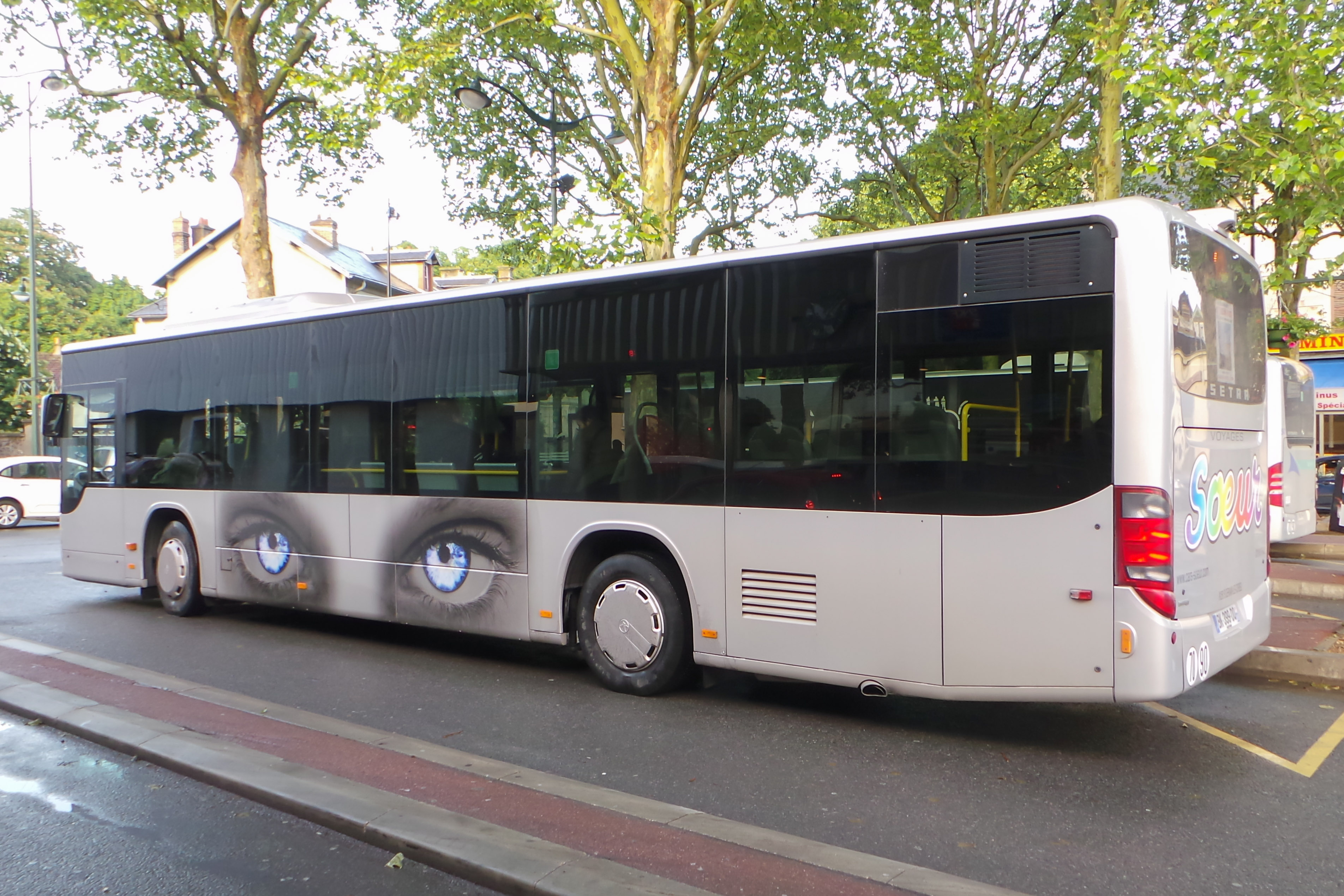
Un bus du réseau de bus Cars Sœur à l'arrêt devant la gare de Corbeil-Essonnes.
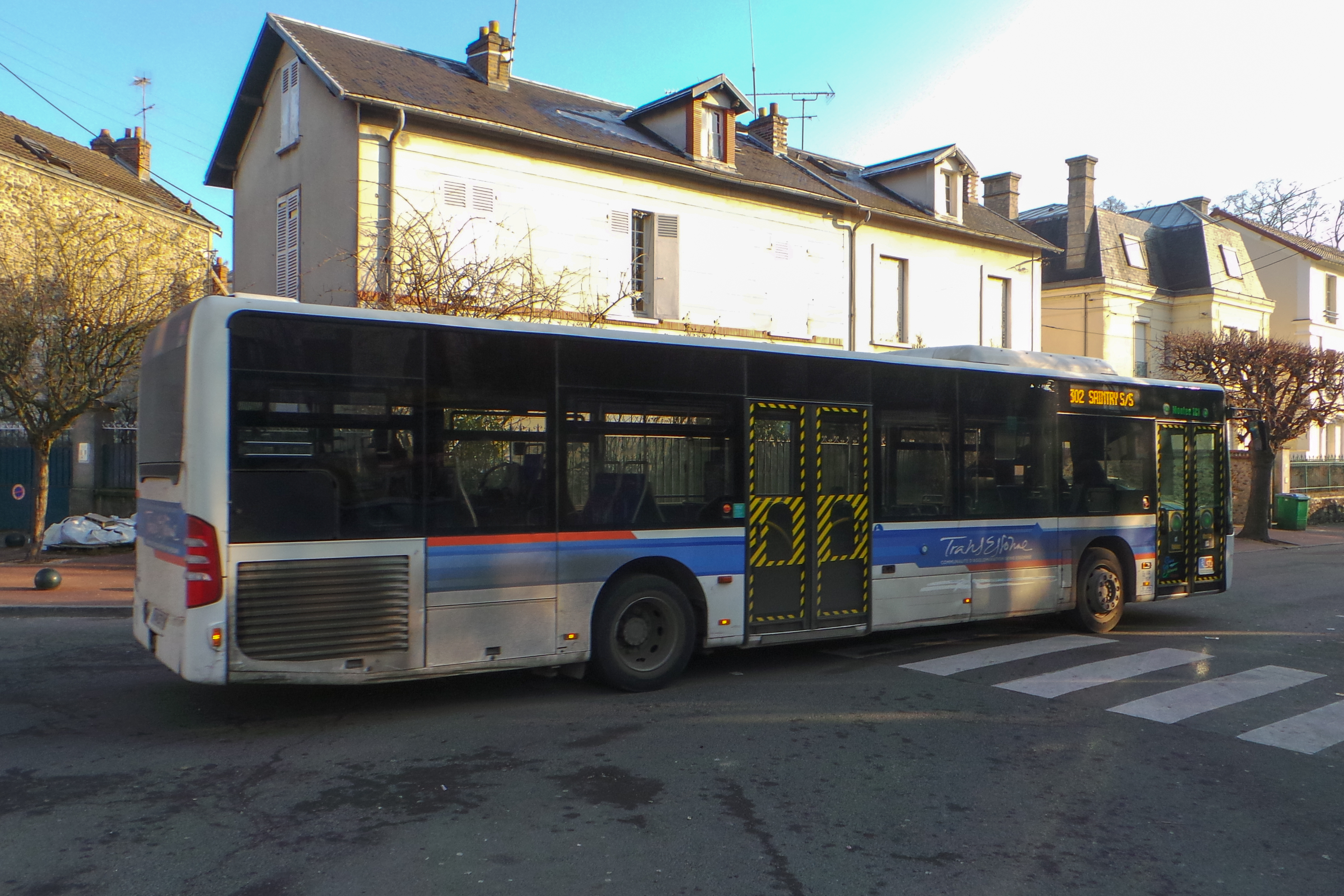
Un bus du réseau du réseau de bus Seine Essonne Bus quittant l'arrêt de la gare de Corbeil-Essonnes
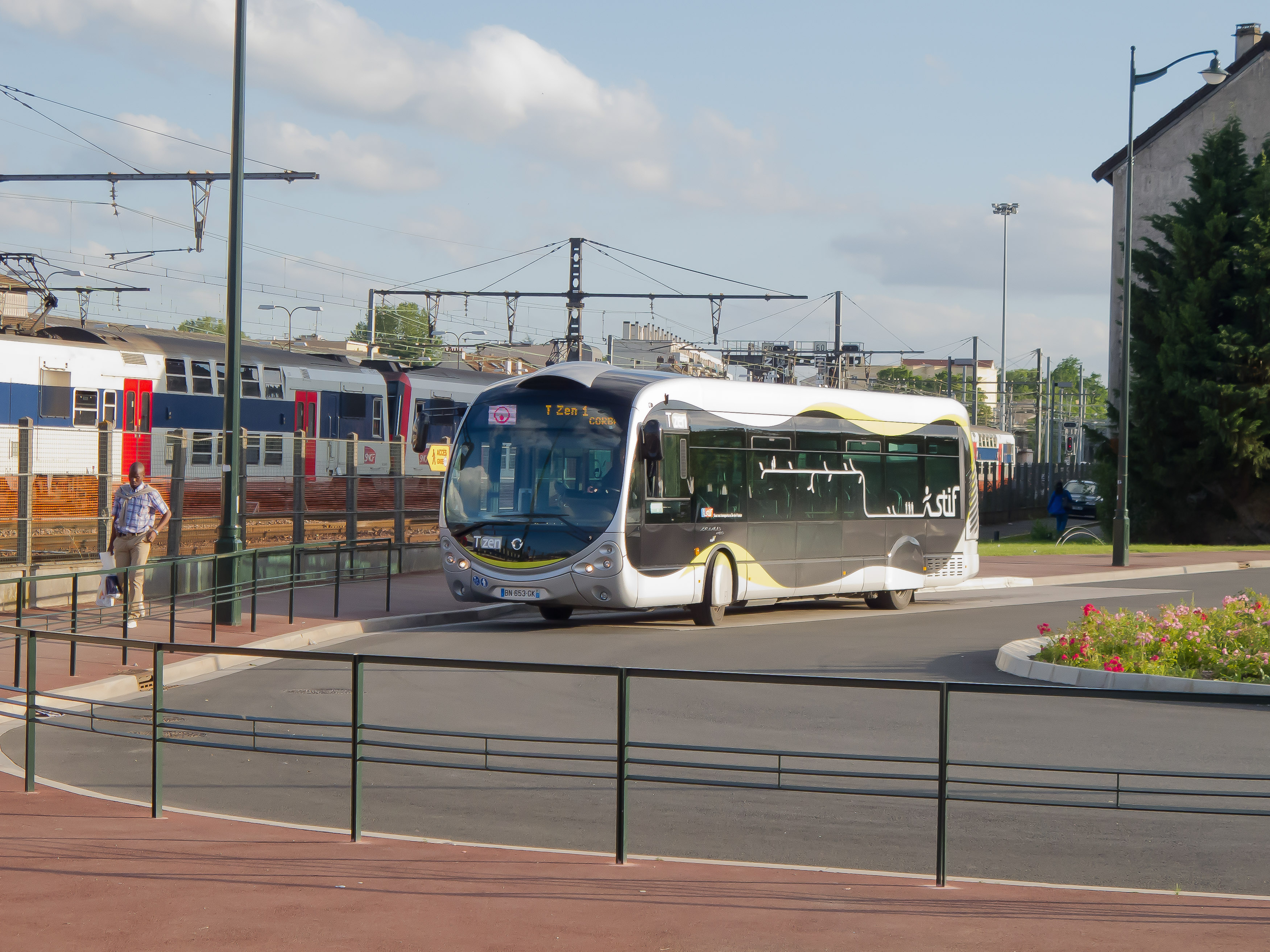
Un bus T Zen arrivant à la gare routière de Corbeil-Essonnes.
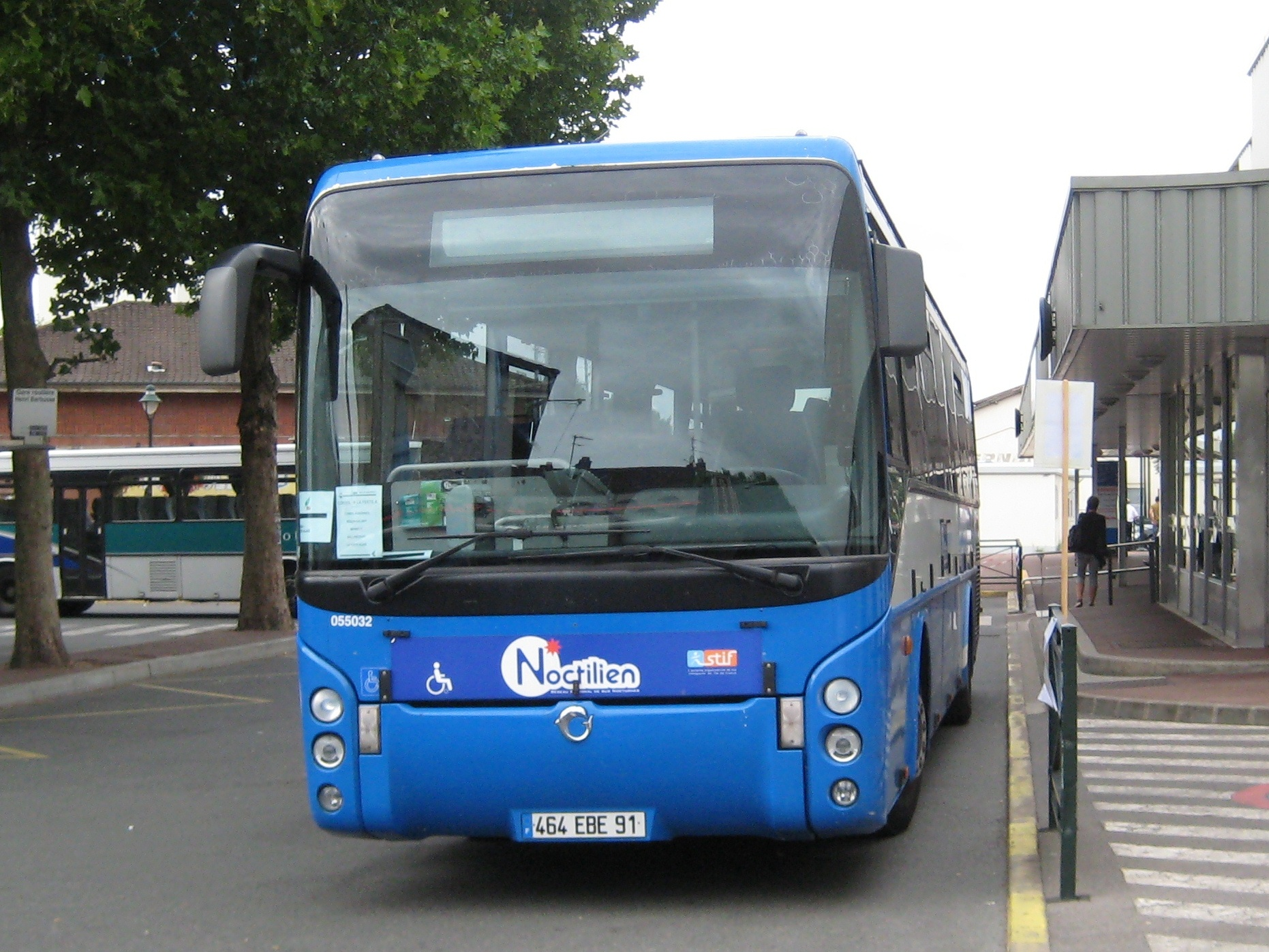
Un bus Noctilien devant la gare de Corbeil-Essonnes.
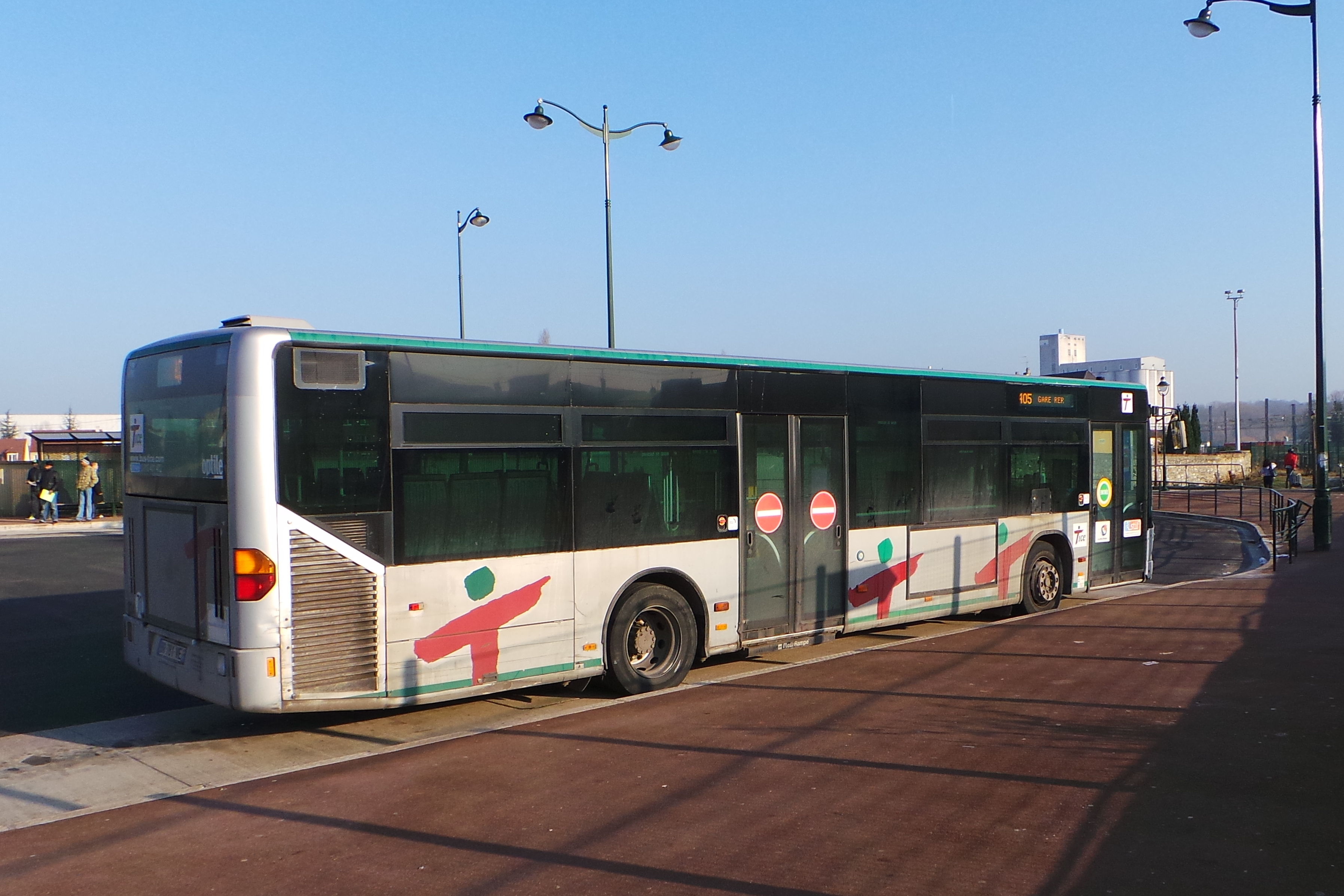
Un bus du réseau TICE à l'arrêt dans la gare routière de Corbeil-Essonnes.

### Logement
En 2009, sur les 17 480 logements que comptait la commune, 5 951 étaient des HLM soit 34 % du total, bien au-delà des préconisations de la loi relative à la solidarité et au renouvellement urbains, ils étaient répartis entre seize sociétés foncières.

### Lieux-dits, écarts et quartiers
| Type d’occupation           | Pourcentage | Superficie (en hectares) |
| --------------------------- | ----------- | ------------------------ |
| Espace urbain construit     | 67,7 %      | 749,34                   |
| Espace urbain non construit | 16,6 %      | 184,07                   |
| Espace rural                | 15,6 %      | 172,75                   |
| Source : Iaurif-MOS 2008    |             |                          |

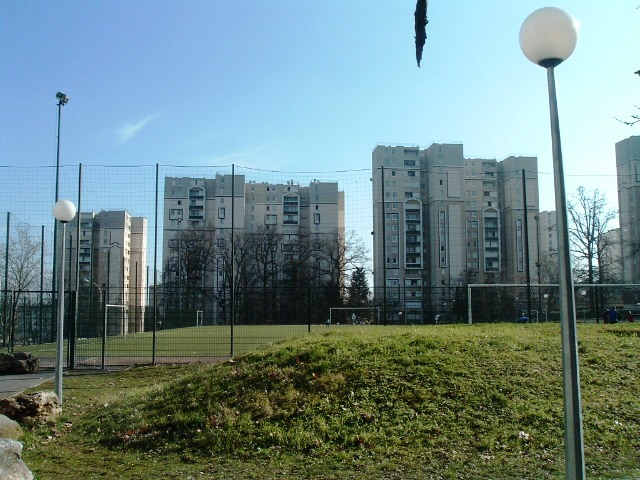
Les Tarterêts.

Historiquement composée de deux communes différentes, Corbeil au nord et Essonnes au sud, la ville unique conserve encore une distinction marquée entre les deux précédentes entités.
Le découpage en quartiers se poursuivit avec l’expansion démographique du XXe siècle. Aujourd’hui, on dénombre dix-neuf quartiers, résidentiels ou industriels. À l’extrême nord, les zones d’activités de l’Apport de Paris et Gustave Eiffel, puis en bord de Seine, le centre-ville actuel, précédemment celui de Corbeil, complété par le quartier de la Gare, Chantemerle, plus au sud, le Bas-Coudray marquant une boucle du fleuve, suivi toujours sur la rive gauche par Montconseil, l’Ermitage et le Pressoir Prompt. La route nationale 7 marque une frontière, la chaussée ouest étant située sur l’ancien territoire d’Essonnes, avec au sud, le quartier de Moulin Galant, plus au nord, la Nacelle puis Robinson-La Nacelle et l’ancien centre-ville d’Essonnes, sur une île de la rivière l’Essonne.
Au nord de la voie ferrée se trouvent les grands ensembles, construits après la seconde guerre mondiale, Les Tarterêts à gauche de la RN 7, Les Coquibus, habitations et zone d’activités, les lotissements Corbeil-Nord et Les Granges à droite de l’axe routier. Face au centre-ville, accessible par le pont de l’Armée Patton se trouve le quartier Rive Droite, enserré entre le fleuve et le plateau de Saint-Germain-lès-Corbeil. À l’extrême nord-ouest, l’important site de la Snecma constitue à lui seul un quartier industriel limitrophe d’Évry.
Cette division importante et la présence de quartiers dits « sensibles » sur le territoire et en périphérie ont conduit l’État, la commune et la communauté d'agglomération Seine-Essonne à signer un contrat urbain de cohésion sociale en 2000, succédant au contrat de ville signé en 1994. Quatre quartiers sont recensés comme prioritaires au titre de la politique de la ville : La Nacelle réunissant 1 600 habitants sur huit hectares, Montconseil réunissant 7 000 habitants sur cinquante-sept hectares et Les Tarterêts réunissant 5 600 habitants sur cinquante-quatre hectares. Ce dernier ensemble est aussi classé comme zone franche urbaine avec le quartier voisin Les Pyramides sur la commune d’Évry-Courcouronnes. En outre, deux quartiers sont inscrits comme prioritaires au titre du renouvellement urbain, L’Ermitage et la Rive-Droite. L’Insee découpe la commune en dix-huit îlots regroupés pour l'information statistique soit la Zone industrielle des Tarterêts, trois îlots pour le quartier des Tarterêts, Coquibus-Art de Vivre, Moulin Galant-Papeterie, Ermitage, Robinson-La Nacelle, Essonnes Ouest, Rive droite, Centre-ville, Apports Paris-Gare, Chantemerle, Essonnes Est-Nagis, deux îlots pour Montconseil et Pressoir prompt-Bas Coudray.

### Morphologie urbaine
La ville de Corbeil-Essonnes est composée de vingt quartiers, dont quatre classés quartiers prioritaires : les quartiers de Montconseil, de la Nacelle, des Tarterêts et Rive droite :
- Centre-ville
- Bas Coudray
- Bas Vignons
- Chantemerle
- L'Ermitage
- La Gare
- La Montagne-des-Glaises
- La Nacelle (près de Villabé)
- La Papeterie
- Les Coquibus (près de Lisses et d'Évry-Courcouronnes)
- Les Longaines (près de Lisses)
- Les Tarterêts (près d'Évry-Courcouronnes)
- Montconseil
- Moulin-Galant (près de Villabé)
- Nagis
- Rive droite (près de Saintry-sur-Seine et d'Étiolles)
- Rive gauche
- Pressoir-Prompt (près du Coudray-Montceaux et d'Ormoy)
- Robinson (près de Villabé)
- S.N.E.C.M.A (quartier industriel partagé avec Évry-Courcouronnes)
- Vieux-Corbeil

## Urbanisme

### Typologie
Au 1er janvier 2024, Corbeil-Essonnes est catégorisée grand centre urbain, selon la nouvelle grille communale de densité à sept niveaux définie par l'Insee en 2022.
Elle appartient à l'unité urbaine de Paris, une agglomération inter-départementale regroupant 407  communes, dont elle est une commune de la banlieue,,. Par ailleurs la commune fait partie de l'aire d'attraction de Paris, dont elle est une commune du pôle principal,. Cette aire regroupe 1 929 communes,.

## Toponymie
Le lieu était désigné Corboilum en 1006, Corborium, Curbuilum en 1067, Corbolium en 1184, Corbeuil.
Le nom de la commune trouve son origine dans le gaulois Corboialo, de Corbos, nom d'homme (« le corbeau ») et ialos (« la clairière »).
Le nom de la déesse gallo-romaine de l’eau Acionna devenue Exona puis Essonne, est le nom de la rivière qui donna son appellation à la commune et au département.
Au cours de la Révolution française, la commune porte provisoirement le nom de Corbeil-la-Montagne.

## Histoire

### Préhistoire
L'occupation du site de Corbeil-Essonnes, sur la rive gauche du fleuve, remonte de façon certaine au Paléolithique et au Néolithique, comme en témoignent les objets retrouvés, des haches polies, des lames, des couteaux, des burins et un grattoir en silex aux Tarterets, une épée courte, une lance et un couteau de l’âge du bronze ailleurs (voir la section « Préhistoire » de l'article « Les Tarterêts »).

### Antiquité
Plus tard, si l'habitat gallo-romain fut totalement recouvert au Moyen Âge, sont encore mis au jour au cours de fouilles, des monnaies gauloises en bronze et, en toute hypothèse, ce qui aurait été une voie antique reliant Lutetia à Agedincum (actuelle Sens) capitale des Senons, par la vallée de la Seine. Des poteries retrouvées derrière le marché couvert indiquent la présence d’ateliers de potiers à proximité de l'ancien ruisseau de Villelouvette. La première chapelle chrétienne fut élevée à Exona vers l’an 600 à l’emplacement d’un ancien temple païen.

### Cité militaire et ouvrière
Située au confluent de l’Essonne et de la Seine, la cité eut très tôt un rôle stratégique militaire et commercial, et fut capitale du comté de Corbeil, qui dépendait du comté de Paris.
Ce comté de Corbeil fut créé par Hugues Le Grand en 946, à l'occasion du mariage de Haimon ou Aimon (vers 930 - vers 957) avec Elisabeth Le Riche, fille de Lisiard Le Riche, qui le reçurent en apanage. Il n'y eut que huit comtes de Corbeil, après lesquels les vicomtes de Corbeil furent institués.
Les raids vikings sur la Seine durant le IXe siècle déclenchèrent notamment la construction de bâtiments de défense sous le règne de Charles III le Gros, dont un à Corbeil. N’en subsistent aujourd’hui que les fondations sur la rive droite. Bâti par le comte Haymon de Corbeil, il disposait d’une enceinte avec cinq tourelles, d’un donjon appelé la « tour du Hourdy » et était entouré d’un bras artificiel de la Seine.
La ville changea alors d’implantation, permettant la distinction entre Corbeil et Essonnes et disposa dès l’an 900 d’un pont sur le fleuve. C’est à cette époque aussi que fut construite l’église Saint-Exupère et l’église Saint-Guénault. Détruites par un incendie en 1140, la première fut immédiatement reconstruite et enrichie. En 1071, le comte Bouchard II de Corbeil fit construire les fortifications du cloître de l’église principale.
À partir du XIe siècle, le territoire des deux villes se couvrit d’un vignoble, il y fut construit le prieuré de Saint-Jean-Baptiste. Alors située aux portes du domaine royal français, le roi Louis VI le Gros l’unit au royaume en 1120, en même temps que Montlhéry, à la suite de la défaite d’Hugues le Jeune. Il y fit alors reconstruire le château sur la rive droite du fleuve. Vers 1121, l’abbé Suger fut nommé à Corbeil et y fit construire un nouveau cloître, un réfectoire et un dortoir pour douze religieux.

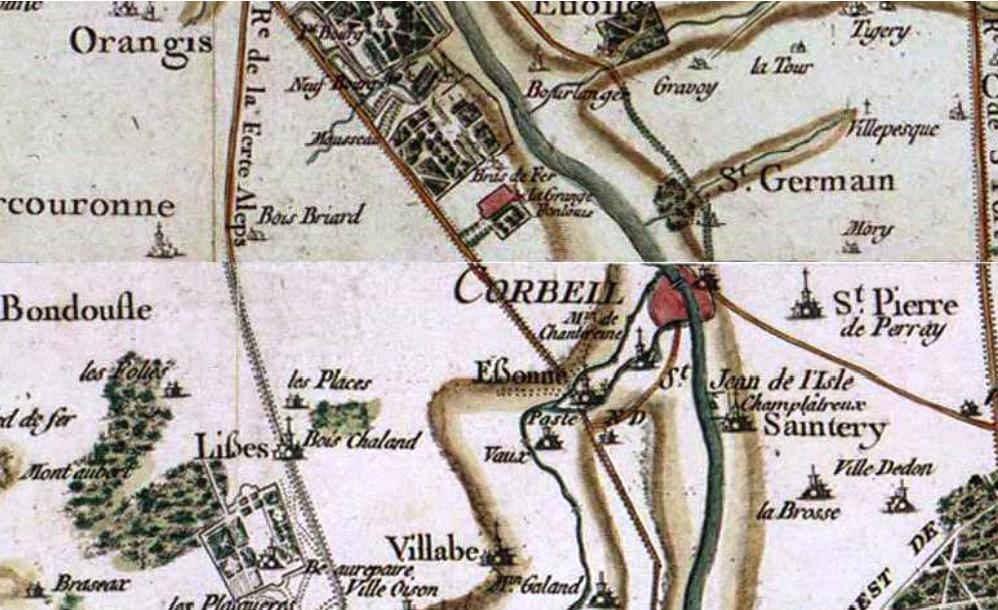
Carte de la région de Corbeil par Cassini.

Les paroisses de Corbeil et d’Essonnes, disposant chacune d’une église importante, étaient alors installées au bord de la Seine, à la croisée des fertiles régions de la Beauce et de la Brie. Une activité de minoterie se développa rapidement, profitant de la présence de la rivière l’Essonne. Les Grands moulins de Corbeil devinrent au XIIe siècle moulins du roi, la commune fournissant la capitale en pain « Chaland » de qualité, au moyen des coches appelés les « Corbeillards ». Cette activité nourricière était complétée par des tanneries, une poudrerie et un laminoir, plaçant Corbeil et Essonnes en concurrence directe avec Troyes.
Blanche de Castille vint fréquemment au château de Corbeil, suivie par son fils Saint Louis. Pierre Abélard y créa une école de théologie réputée, à proximité du donjon de la mère de sa maîtresse Héloïse d'Argenteuil.
En 1258 fut signé à Corbeil le premier traité de Corbeil, entre la France et le royaume d'Aragon, dans lequel Louis IX renonçait à ses prétentions en Catalogne et Jacques Ier à celles au Nord du Roussillon (sauf Montpellier).
En janvier 1307, le roi Philippe le Long se maria à Corbeil avec Jeanne II de Bourgogne et, en avril 1326, fut signé un autre traité de Corbeil, cette fois entre la France et le royaume d'Écosse pour renouveler l’Auld Alliance.
Durant la guerre de Cent Ans, la ville subissant de nombreux sièges, il y fut constitué un corps d’arquebusiers.
Une lettre du futur roi Charles VII mentionnait aussi une activité importante de Corbeil, la batellerie. Charles VIII vint à Corbeil en 1484 et François Ier en 1519. En septembre 1590, lors du siège de Paris, l’Espagnol Alexandre Farnèse prit la ville, ce qui permit de ravitailler la capitale, assiégée par Henri IV (huitième guerre de religion).
En 1628, l’explosion de la poudrerie embrasa la ville. En 1656, Jacques de Bourgoin fonda le collège de Corbeil pour l’éducation des enfants. Au XVIIe siècle, Essonnes était située sur l’importante route royale de Paris à Fontainebleau et disposait alors d’un relais de poste et d’hôtels pour les voyageurs. Entre 1736 et 1738, pas moins de douze explosions ravagèrent le moulin à poudre. Le 5 juillet 1745, une nouvelle explosion l’anéantit et fit quarante morts.

### Les Hospitaliers
Les Hospitaliers de l’ordre de Saint-Jean de Jérusalem possédaient déjà des terres et bâtiments à Corbeil, quand, en 1188, ils reçurent d'Alix, mère de Philippe-Auguste deux moulins et le droit exclusif de fouler du drap,. C'est la reine de France Ingeburge de Danemark, veuve de Philippe-Auguste, qui, en 1223, fonda le prieuré de Saint-Jean en l’Île où elle mourut le 26 juillet 1236. Pour assurer des revenus plus important, ils réunirent à Corbeil leur membre de Tigery près de Corbeil,.
Guillaume de Mailg, prieur de France, convoqua, en 1353, un chapitre prieural à Corbeil pour trouver des ressources au prieuré qui, ayant perdu son rang au profit du prieuré hospitalier du Temple, ne pouvait plus faire face à ses engagements. Il fut alors décidé que le membre de Savigny serait rattaché au prieuré de Corbeil.
À la Révolution la commanderie fut confisquée et en partie pillée. En 1836, elle devient la propriété de Louis Feray, gendre d'Oberkampf, qui tenta une restauration.
En 1783, les revenus de la commanderie s'élevait à 21 500 livres.

#### Les Bordes
Quand le prieur Philippe de Villiers de L'Isle-Adam avait fondé en 1529 une chapelle dans l'église Sainte-Marie-du-Temple à Paris, il avait aussi fait don de 4 000 livres. Une partie de cette somme avait servi à l'achat d'une ferme qui se trouvait aux Bordes, dans la censive de la commanderie de Saint-Jean en l'Île, à Corbeil qui formait le membre des Bordes. Malgré la présence de ce membre à Corbeil, il faisait partie du prieuré hospitalier du Temple.
Avec ses 90 arpents de terre, cette ferme avait un rapport de 1 200 Livres en 1757.

### Révolution industrielle et villégiature

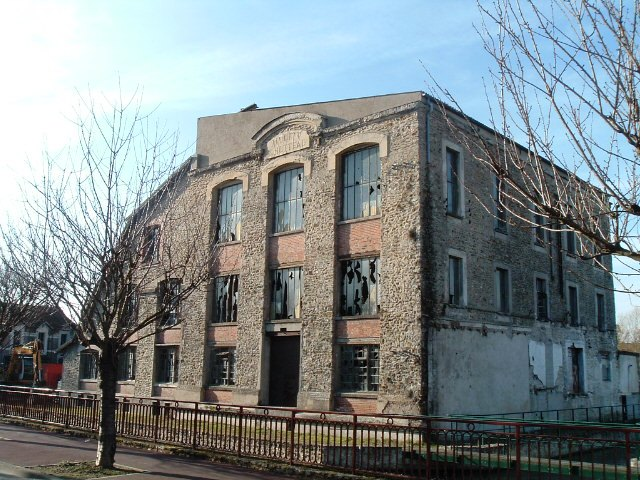
Les anciens moulins à poudre.

Au milieu du XVIIIe siècle, Jacques-Henri Bernardin de Saint-Pierre vint vivre quelque temps à Essonnes.
En 1789, le cahier de doléances fut ouvert à Corbeil, des représentants de la population assistèrent à la Fête de la Fédération le 14 juillet 1790. En 1789 toujours, Pierre-François Didot racheta l’imprimerie d’Essonnes où Louis-Nicolas Robert mis au point plus tard la première machine à papier en continu, en 1798. En 1790, elle devient chef-lieu du district de Corbeil et le restera jusqu’en 1795.
En 1800, dès la création de l’administration préfectorale, Corbeil devint sous-préfecture du nouveau département de Seine-et-Oise.
À la suite des protestations des riverains devant le risque couru, le moulin à poudre cessa définitivement son activité en 1822. Il devint la même année une filature de soie et une fabrique de draps.
Le 17 septembre 1840 fut mise en service la ligne de chemin de fer de Paris à Corbeil. Ce nouvel axe de circulation permit la venue de « touristes », tel Alfred Jarry qui loua une maison près des Grands Moulins, ou le peintre Félicien Rops qui passa les quinze dernières années de sa vie à Essonnes. Cela permit aussi l’accroissement toujours plus important de l’industrie locale, avec l’ouverture de filatures par Christophe-Philippe Oberkampf, l’ouverture par Aymé Stanislas Darblay de la seconde papeterie d’Essonnes, de l’imprimerie de Louis Simon Crété (toujours en activité), des sucreries puis des usines de chemin de fer de Paul Decauville ouvertes en 1881 et enfin de la féculerie de Paul Doittau. En 1885, l’ancien moulin à poudre fut transformé en fabrique de magnésium. En 1892, la ville possédait cinq ports de commerce, totalisant un trafic de 22 600 tonnes de marchandises.

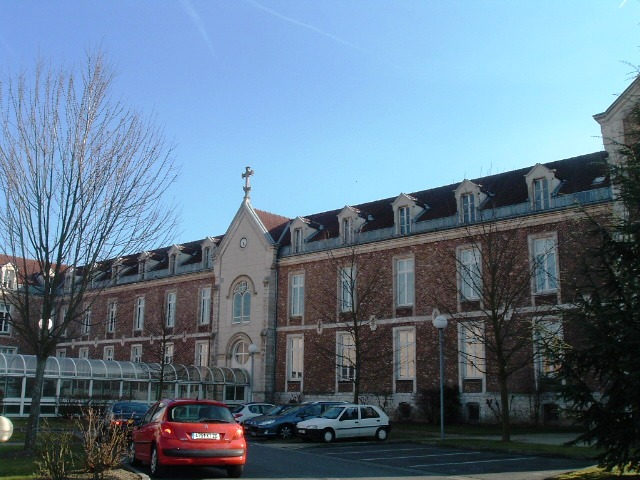
Les anciens hospices Galignani.

La ville bénéficia alors de la construction de nombreux équipements structurants, le temple protestant en 1862, l’hôtel de la sous-préfecture en 1863, la gendarmerie en 1875, la maison d’arrêt en 1883, le palais de justice en 1887, le marché couvert en 1893, parfois grâce à la générosité de notables locaux avec par exemple l’ouverture de l’hôpital Galignani en 1860, de l’orphelinat et de l’école du même nom en 1878. En 1899, ce fut le président du Conseil Pierre Waldeck-Rousseau qui acquit le Castel-Joli sur la rive droite pour en faire sa dernière résidence.
Le 8 juillet 1906 fut inauguré l’hôtel de ville de Corbeil. En 1907, la grève des ouvriers-papetiers d’Essonnes eut un retentissement national et fut sévèrement réprimée. En 1914 fut édifié l’hôtel de ville d’Essonnes.
Pendant la Première Guerre mondiale, l'école Galignani devint l'Hôpital auxiliaire de l'association des Dames de France (HAADF) no 245. La poudrerie accueillit aussi le 232e Régiment d'infanterie territoriale (normalement caserné à Argentan). En juin 1916, une section de mitrailleuses stationna à Corbeil. À la fin de la guerre, la ville fut bombardée une première fois en 1918, détruisant, entre autres, les vitraux des églises.
En 1928 ouvrit la biscotterie Exona qui fonctionna jusqu’en 1971.
La Seconde Guerre mondiale fit plus de dégâts encore. Occupée par les Allemands, la ville fut bombardée par les Alliés, notamment le 13 août 1944, où un train de munitions explosa en gare de Corbeil. Dans la nuit du 7 au 8 juin 1944, un autre bombardement de l’ensemble des gares importantes de la région, dont celle de Corbeil, se solda ici par la chute d’un bombardier Halifax qui s’écrasa à 1 h 15 sur un pavillon de la rue Gournay, abattu par la Flak. Sept corps furent sortis des décombres, les six premiers emmenés à la kommandantur de Courances, le septième retrouvé le 10 juin, rapidement enterré à Corbeil. Dans leur fuite, les Allemands détruisirent le pont sur la Seine, alors seul point de passage sur le fleuve entre Melun et Villeneuve-Saint-Georges.

### Deux destins liés en une commune
La première volonté de fusionner les villes de Corbeil et d’Essonnes aurait été mentionnée dans les cahiers de doléances en 1789. En 1946, le préfet demanda aux maires des deux communes de réfléchir à un rapprochement. Il ne se concrétisa que le 9 août 1951 avec la création officielle de Corbeil-Essonnes.
En 1955 fut achevé le nouveau pont Patton, rétablissant les communications routières entre les deux rives du fleuve. En 1958 fut ouvert le lycée, qui devint plus tard le lycée Robert Doisneau et une crue de la Seine inonda tout le centre-ville. En 1966 fut construite la MJC cependant que la ville perdait son statut de sous-préfecture de Seine-et-Oise en vue de la constitution du nouveau département de l’Essonne. Entre 1966 et 1971, les services préfectoraux restèrent cependant à Corbeil-Essonnes, en attendant le transfert dans les nouveaux locaux d’Évry.
L’urbanisation et l’équipement de la commune se poursuivit pourtant, avec la construction de la piscine en 1967 pour compléter l’aire de baignade sur la Seine, du palais des sports en 1971, du théâtre en 1973, de l’hôpital Gilles de Corbeil entre 1982 et 1985. En 1973, le pont autoroutier de la Francilienne doubla les capacités de franchissement du fleuve, déchargeant un peu le centre-ville du flux automobile.
En 1995, l’investissement d’IBM sur son site corbeillois permit la création de mille emplois.
En 2002, la ville et notamment le quartier des Tarterêts fut le théâtre d’affrontements entre bandes rivales et d’attaque de policiers. En 2009, dans le cadre de la réorganisation des services de l'État, la commune perdit les services de la sous-prefecture.

### Politique locale

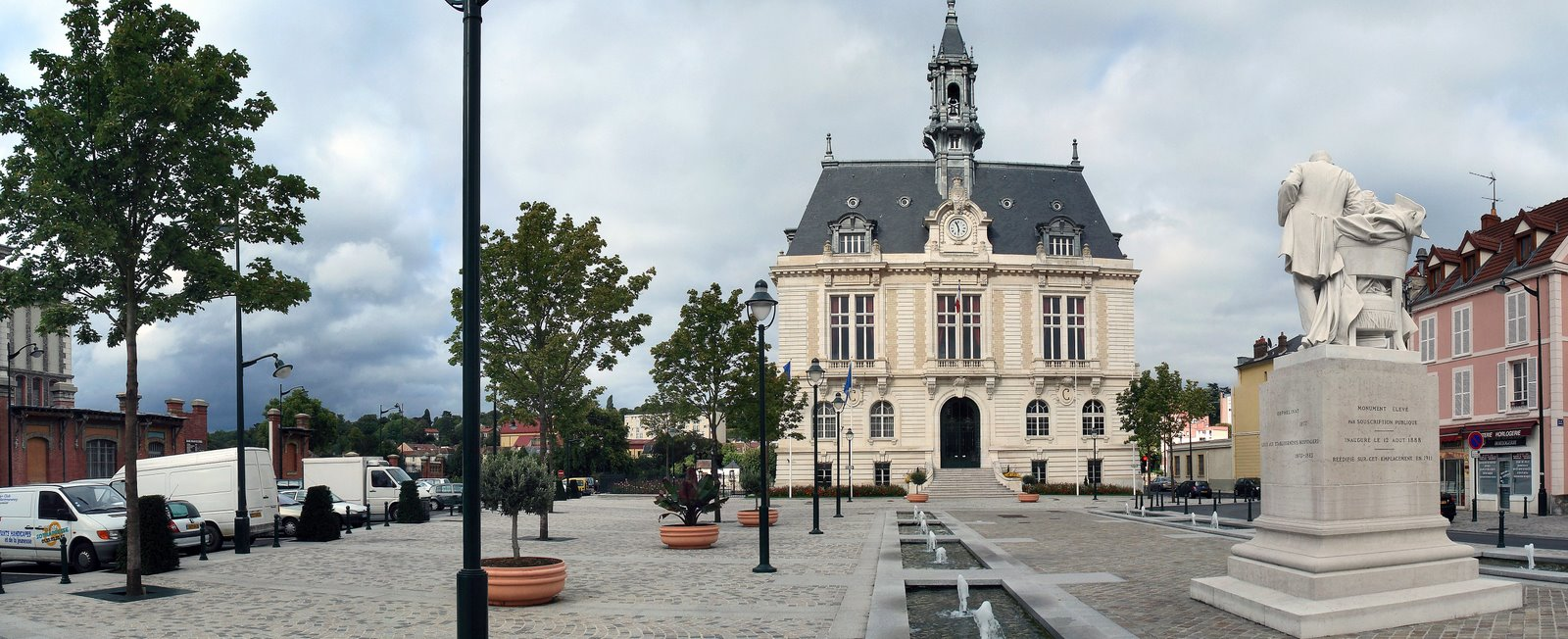
La place Galignani et l’hôtel-de-ville.

## Politique et administration

### Rattachements administratifs et électoraux
Antérieurement à la loi du 10 juillet 1964, les communes de Corbeil et d'Essonne, puis Corbeil-Essonnes faisait partie du département de Seine-et-Oise. Corbeil était d'ailleurs le chef-lieu de l'arrondissement de Corbeil créé le 17 février 1800.
La réorganisation de la région parisienne en 1964 fit que la commune appartient désormais au département de l'Essonne et à son arrondissement d'Évry, après un transfert administratif effectif au 1er janvier 1968. Corbeil-Essonnes était néanmoins jusqu'en 2009 une sous-préfecture, sans que la commune ne soit le chef-lieu d’aucun arrondissement.
Pour l'élection des députés, elle fait partie de la première circonscription de l'Essonne.
Corbeil puis Corbeil-Essonnes était depuis 1793 le chef-lieu du canton de Corbeil (auquel était également rattaché Essonnes) jusqu'à 1964. En effet, de 1964 à 1967, la commune se retrouve répartie entre le canton de Corbeil-Essonnes-Nord et le canton de Corbeil-Essonnes-Sud. Dans le cadre de la mise en place du département de l'Essonne, un canton de Corbeil-Essonnes est recrée jusqu'en 1985, lorsqu'il est scindé par le décret du 22 janvier 1985 entre les cantons de Corbeil-Essonnes-Est et de Corbeil-Essonnes-Ouest. Dans le cadre du redécoupage cantonal de 2014 en France, la ville devient le bureau centralisateur du canton de Corbeil-Essonnes dont la composition varie à nouveau.

### Intercommunalité
La commune était le siège de la communauté d'agglomération Seine-Essonne, créée fin 2002, et dont les compétences concernaient notamment le développement économique, l’aménagement du territoire et la politique de la ville. Cette intercommunalité succédait à  la communauté de communes de Corbeil-Essonnes et du Coudray-Montceaux créée en 1996.
Dans le cadre de la mise en œuvre de la loi MAPAM du 27 janvier 2014, qui prévoit la généralisation de l'intercommunalité à l'ensemble des communes et la création d'intercommunalités de taille importante, le préfet de la région d'Île-de-France approuve le 4 mars 2015 un schéma régional de coopération intercommunale qui prévoit notamment la « fusion de la communauté d'agglomération Évry Centre Essonne (Essonne), de la communauté d'agglomération Seine-Essonne (Essonne), de la communauté d’agglomération de Sénart en Essonne (Essonne), et de la communauté d'agglomération de Sénart (Seine-et-Marne) et (l')extension du nouveau groupement à la commune de Grigny (Essonne) », antérieurement membre de la communauté d'agglomération Les Lacs de l'Essonne.
C'est ainsi qu'a été créée au 1er janvier 2016 la communauté d'agglomération Grand Paris Sud Seine-Essonne-Sénart dont Corbeil-Essonnes est désormais membre.
En 2018, la commune est également membre du  	Syndicat Intercommunal d'Aménagement, de Rivières et du Cycle de l'Eau, créé fin 2016 et qui regroupe 36 communes et 4 intercommunalités

### Tendances et résultats politiques
Commune relativement « populaire » et traditionnellement industrielle, elle apparaît comme étant ancrée à gauche. De fait, elle fut dirigée entre 1951 et 1959 par un maire SFIO et de 1959 à 1995 par des maires communistes, Roger Combrisson ayant même obtenu tous les sièges du conseil municipal en 1959, avant que la ville ne soit emportée en 1995 par le candidat de droite Serge Dassault, alors adhérent au RPR. Le basculement partiel commença en 1988 avec l’élection de Serge Dassault au conseil général de l'Essonne pour le canton de Corbeil-Essonnes-Est, puis son élection à la mairie en 1995. Ce choix local ne remettait pas en cause la tendance de vote supra-local puisque les électeurs choisirent à 19,79 % la liste socialiste conduite par François Hollande lors des élections européennes en 1999, plaçant la liste de droite en troisième position.
Les Corbeil-Essonnois renouvelèrent cependant leur confiance à Serge Dassault dès le premier tour en 2001 pour les élections municipales et cantonales et en 2002 lors de l’élection législative, remportée toutefois par Manuel Valls sur l’ensemble de la circonscription. Cette même année, les électeurs Corbeil-Essonnois qui avaient placé Lionel Jospin en seconde position avec 18,82 % des suffrages au premier tour avaient déjà voté à 19,21 % pour Jean-Marie Le Pen et seulement 17,14 % pour Jacques Chirac, qui bénéficia cependant du large report des voix pour atteindre 82,40 % au second tour, le candidat frontiste perdant près de 2 % de voix pour n’atteindre que 17,60 %, légèrement moins que sur le plan national. La tendance générale s’inversa ensuite au profit de la gauche, avec en 2004 la victoire du communiste Bruno Piriou sur le canton de Corbeil-Essonnes-Ouest et les très nettes avances de Jean-Paul Huchon (PS) aux élections régionales (vingt-trois points d’avance sur le candidat de l’UMP Jean-François Copé) et d’Harlem Désir (PS) aux élections européennes (dix points d’avance sur le candidat UMP Patrick Gaubert). Les défaites de la droite se poursuivirent en 2007 avec l’élection sur la circonscription et cette fois dans la commune aussi de Manuel Valls (PS) et le fort plébiscite pour la candidate Ségolène Royal (PS) avec onze points d’avance sur Nicolas Sarkozy (UMP), et à nouveau en 2008 avec la perte par la droite du canton de Corbeil-Essonnes-Est au profit de Carlos Da Silva (PS), ne laissant à Serge Dassault que la mairie, remportée de justesse avec seulement 50,65 % des voix au second tour. En 2009, à l’occasion de l’élection municipale partielle consécutive à l’annulation de celle de 2008, l’écart entre la liste UMP et la liste de rassemblement de la gauche (PCF, PG, NPA, LO, PS, EÉLV) conduite par le communiste Michel Nouaille au second tour a été encore plus minime (vingt-sept voix sur plus de 10 000 votants). En 2010 lors de nouvelles élections municipales partielles, la situation s’inversa avec plus de sept cents voix d’écart en faveur de la liste UMP face à une nouvelle liste de gauche, avec une participation encore inférieure.
Enfin, situation commune aux villes à l’électorat populaire, les Corbeil-Essonnois sont fortement sceptiques face aux instances européennes, rejetant en 1992 le traité de Maastricht à 55,92 % et en 2005 le traité constitutionnel à 60,35 %, ne participant qu’à 40,25 % au scrutin européen en 2004. Une section du Parti communiste français, un comité du Parti de gauche, un comité du Nouveau Parti anticapitaliste, une section UMP et une section du Parti socialiste, sont présentes dans la commune.
Élections présidentielles
Résultats des deuxièmes tours :
- Élection présidentielle de 2002 : 82,40 % pour Jacques Chirac (RPR), 17,60 % pour Jean-Marie Le Pen (FN), 75,57 % de participation[97].
- Élection présidentielle de 2007 : 55,61 % pour Ségolène Royal (PS), 44,39 % pour Nicolas Sarkozy (UMP), 82,31 % de participation[98].
- Élection présidentielle de 2012 : 63,20 % pour François Hollande (PS), 36,80 % pour Nicolas Sarkozy (UMP), 73,97 % de participation[99].
- Élection présidentielle de 2017 : 72,21 % pour Emmanuel Macron (LREM), 27,79 % pour Marine Le Pen (FN), 64,13 % de participation[100].

Élections législatives
Résultats des deuxièmes tours :
- Élections législatives de 2002 : 51,68 % pour Serge Dassault (UMP), 48,32 % pour Manuel Valls (PS), 56,18 % de participation[101].
- Élections législatives de 2007 : 57,70 % pour Manuel Valls (PS), 42,30 % pour Cristela de Oliveira (UMP), 52,65 % de participation[102].
- Élections législatives de 2012 : 60,80 % pour Manuel Valls (PS), 39,20 % pour Cristela de Oliveira (UMP), 45,39 % de participation[103].
- Élections législatives de 2017 : 58,49 % pour Farida Amrani (FI), 41,51 % pour Manuel Valls (DVG), 31,64 % de participation[104].
- Élections législatives partielles de 2018 : 50,54 % pour Francis Chouat (LREM), 49,46 % pour Farida Amrani (FI), 15,31 % de participation[105].

Élections européennes
Résultats des deux meilleurs scores :
- Élections européennes de 2004 : 24,00 % pour Harlem Désir (PS), 14,14 % pour Patrick Gaubert (UMP), 40,25 % de participation[106].
- Élections européennes de 2009 : 23,92 % pour Michel Barnier (UMP), 16,73 % pour Daniel Cohn-Bendit (Europe Écologie), 32,43 % de participation[107].
- Élections européennes de 2014 : 23,51 % pour Aymeric Chauprade (FN), 17,40 % pour Alain Lamassoure (UMP), 30,56 % de participation[108].
- Élections européennes de 2019 : 21,22 % pour Jordan Bardella (RN), 17,39 % pour Nathalie Loiseau (LREM), 34,55 % de participation[109].

Élections régionales
Résultats des deux meilleurs scores :
- Élections régionales de 2004 : 55,00 % pour Jean-Paul Huchon (PS), 32,15 % pour Jean-François Copé (UMP), 64,33 % de participation[110].
- Élections régionales de 2010 : 64,52 % pour Jean-Paul Huchon (PS), 35,48 % pour Valérie Pécresse (UMP), 40,35 % de participation[111].
- Élections régionales de 2015 : 44,90 % pour Claude Bartolone (PS), 33,65 % pour Valérie Pécresse (LR), 43,12 % de participation[112].
- Élections régionales de 2021 : 43,41% pour Julien Bayou (EELV), 33,99% pour Valérie Pécresse (LR), 15,70% pour Jordan Bardella, 6,90% pour Laurent Saint-Martin, 23,43% de participation[113].

Élections cantonales et départementales
Résultats des deuxièmes tours :
- Canton de Corbeil-Essonnes-Est :
  - Élections cantonales de 2001 : 60,41 % pour Serge Dassault (RPR), 39,59 % pour Michel Nouaille (PCF), 47,90 % de participation[114].
  - Élections cantonales partielles de 2004 : 51,17 % pour Jean-Michel Fritz (UMP), 48,83 % pour Michel Nouaille (PCF), 41,56 % de participation[115].
  - Élections cantonales de 2008 : 51,15 % pour Carlos Da Silva (PS), 48,85 % pour Jean-Michel Fritz (UMP), 62,83 % de participation[116].
- Canton de Corbeil-Essonnes-Ouest :
  - Élections cantonales de 2004 : 63,71 % pour Bruno Piriou (PCF), 36,29 % pour Serge Dantu (DVD), 63,39 % de participation[117].
  - Élections cantonales de 2011 : 50,43 % pour Bruno Piriou (PCF), 49,57 % pour Sylvain Dantu (UMP), 34,11 % de participation[118].
- Canton de Corbeil-Essonnes :
  - Élections départementales de 2015 : 65,39 % pour Jean-Pierre Bechter (UMP) et Caroline Varin (DVD), 34,61 % pour Gabriel Caillet et Sophie Legoff (FN), 38,74 % de participation[119].
  - Élections départementales de 2021 : 50,03% pour Fadila Chourfi et Alexandre Maquestiau (BC-UGE), 49,97% pour Karl Dirat et Caroline Varin (BC-UD), 25,41% de participation[120].

Élections municipales
Le maire de Corbeil-Essonnes depuis 1995 était Serge Dassault (UMP) par ailleurs sénateur du département, mais le résultat de l’élection municipale 2008 a été invalidé par la décision du conseil d’État du 8 juin 2009. Serge Dassault est en effet déclaré inéligible pour cause de "dons d'argent".
Lors des élections municipales partielles, son successeur Jean-Pierre Bechter (UMP) a été élu dans les mêmes proportions de voix, mais son élection a été à son tour annulée par le Conseil d'État le 22 septembre 2010.
Le 19 décembre 2010, le conseil municipal élu une semaine auparavant lui a de nouveau accordé sa confiance par trente-deux voix contre dix à son opposant.
Résultats des deuxièmes tours :
- Élections municipales de 2001 : 51,63 % pour Serge Dassault (RPR) élu au premier tour, 19,53 % pour Bruno Piriou (PCF), 59,48 % de participation[124].
- Élections municipales de 2008 : 50,65 % pour Serge Dassault (UMP), 49,35 % pour Bruno Piriou (PCF), 63,48 % de participation[125],[Note 6].
- Élections municipales partielles de 2009 : 50,13 % pour Jean-Pierre Bechter (UMP), 49,87 % pour Michel Nouaille (PCF), 50,70 % de participation[126].
- Élections municipales partielles de 2010 : 53,71 % pour Jean-Pierre Bechter (UMP), 46,28 % pour Bruno Piriou (PCF), 46,86 % de participation[127].
- Élections municipales de 2014 : 56,52 % pour Jean-Pierre Bechter (UMP) / (UDI), 43,47 % pour Bruno Piriou (PCF), 52,26 % de participation

- Élections municipales de 2020 : 48,54 % pour Bruno Piriou (DVG), 43,18 % pour Jean-Pierre Bechter (DVD), 8,29 % pour Jean-Luc Raymond (DIV) 34,10 % de participation[128].

Référendums
- Référendum de 2000 relatif au quinquennat présidentiel : 73,62 % pour le Oui, 26,38 % pour le Non, 26,38 % de participation[129].
- Référendum de 2005 relatif au traité établissant une Constitution pour l’Europe : 60,35 % pour le « Non » ; 39,65 % pour le « Oui », 64,98 % de participation[130].

### Politique de développement durable
La commune a engagé dans une politique de développement durable en lançant une démarche d'Agenda 21 en 2011.

### Labels et distinctions
En 2005, la commune a reçu le label « Ville Internet @@@ », renouvelé en 2006.

### Jumelages
| Alzira Belinho Corbeil-Essonnes East Dunbartonshire Sindelfingen |

Corbeil-Essonnes a développé des associations de jumelage avec:
- Alzira (Espagne) depuis le 9 mars 1991, en espagnol Alcira, située à 1 079 kilomètres[164].
- Belinho (Portugal) depuis le 10 juin 2000, en portugais Belinho, située à 1 179 kilomètres[165].
- East Dunbartonshire (Écosse) depuis le 10 septembre 1989,
- Sindelfingen (Allemagne) depuis le 24 septembre 1961, en allemand Sindelfingen, située à 480 kilomètres[166].

## Population et société

### Démographie

#### Évolution démographique
Deuxième commune du département de l’Essonne en nombre d’habitants, avec cependant douze mille résidents de moins que sa voisine Évry, Corbeil et Essonnes, puis Corbeil-Essonnes, ont cependant toujours été des agglomérations importantes du sud francilien. Ville industrielle, Corbeil comptait déjà trois mille habitants lors du premier recensement des personnes en 1793, sa voisine Essonnes, plus rurale et destinée à l’hébergement des nouveaux arrivants en regroupait mille cinq cents.
Au fil des années, Essonnes rattrapa peu à peu son retard, restant cependant toujours moins peuplée que la ville principale mais connaissant les mêmes variations, à savoir la perte de cent habitants chacune en 1806 et en 1846 avec des contrecoups ultérieurs à Essonnes qui perdait encore des Essonnois en 1821 et 1851, et la forte hausse de 1896, lorsque Corbeil gagna mille nouveaux arrivants et Essonnes mille sept cents en pleine période d’abondance industrielle et d’exode rural.
La tendance s’inversa pour la première fois en 1911 quand la population d’Essonnes commença à décroître alors que Corbeil continuait sa progression, dépassant cette même année les dix mille Corbeillois et n’étant que peu marquée par les pertes de la Première Guerre mondiale qui fit pourtant encore chuter Essonnes, celle-ci ne franchissant le cap des dix mille résidents qu’au recensement de 1926.
Les deux communes, encore séparées, furent cependant également impactées par les ravages de la Seconde Guerre mondiale, Corbeil perdit ainsi plus de deux cents personnes et Essonnes près de cinq cents avec une population respective de 10 976 et 10 032 habitants.
Le recensement de 1954 fut le premier qui intervint après la réunion des municipalités, la nouvelle commune de Corbeil-Essonnes comptant ainsi 22 891 habitants, et poursuivant une progression rapide pour atteindre 38 859 personnes vingt ans plus tard avant une première baisse de mille résidents en 1982 qui ne l’empêche pas de franchir le cap des quarante mille Corbeil-Essonnois lors du recensement de 1990.
La décennie suivante fit à nouveau perdre mille habitants à l’agglomération, avant une nouvelle croissance qui lui fit atteindre les 40 929 personnes lors du recensement intervenu en 2006. Avec 17,4 % de la population de nationalité étrangère en 1999, l’immigration représente alors une part importante du développement de la commune, le taux est ainsi quatre points supérieur à celui de sa voisine Évry, pourtant réputée plus cosmopolite. Parmi cette population de nationalité étrangère, 5,1 % sont originaires du Portugal, 3,5 % d’Algérie, 1,9 % du Maroc, 1,2 % de Turquie, 0,6 % de Tunisie et 0,3 % d’Espagne ou d’Italie.
L'évolution du nombre d'habitants est connue à travers les recensements de la population effectués dans la commune depuis 1793. Pour les communes de plus de 10 000 habitants les recensements ont lieu chaque année à la suite d'une enquête par sondage auprès d'un échantillon d'adresses représentant 8 % de leurs logements, contrairement aux autres communes qui ont un recensement réel tous les cinq ans,.
En 2022, la commune comptait 53 712 habitants, en évolution de +5,22 % par rapport à 2016 (Essonne : +2,89 %, France hors Mayotte : +2,11 %).
| 1793  | 1800  | 1806  | 1821  | 1831  | 1836  | 1841  | 1846  | 1851  |
| ----- | ----- | ----- | ----- | ----- | ----- | ----- | ----- | ----- |
| 3 000 | 3 347 | 3 230 | 3 481 | 3 708 | 3 690 | 4 455 | 4 409 | 4 725 |

| 1856  | 1861  | 1866  | 1872  | 1876  | 1881  | 1886  | 1891  | 1896  |
| ----- | ----- | ----- | ----- | ----- | ----- | ----- | ----- | ----- |
| 5 030 | 5 221 | 5 541 | 6 016 | 6 392 | 6 719 | 7 541 | 8 184 | 9 182 |

| 1901  | 1906  | 1911   | 1921   | 1926   | 1931   | 1936   | 1946   | 1954   |
| ----- | ----- | ------ | ------ | ------ | ------ | ------ | ------ | ------ |
| 9 632 | 9 902 | 10 746 | 10 937 | 11 230 | 11 524 | 11 180 | 10 976 | 22 891 |

| 1962   | 1968   | 1975   | 1982   | 1990   | 1999   | 2006   | 2011   | 2016   |
| ------ | ------ | ------ | ------ | ------ | ------ | ------ | ------ | ------ |
| 26 805 | 32 192 | 38 859 | 37 846 | 40 345 | 39 378 | 40 929 | 44 223 | 51 049 |

| 2021   | 2022   | - | - | - | - | - | - | - |
| ------ | ------ | - | - | - | - | - | - | - |
| 52 683 | 53 712 | - | - | - | - | - | - | - |

| 1793  | 1800  | 1806  | 1821  | 1831  | 1836  | 1841  | 1846  | 1851  |
| ----- | ----- | ----- | ----- | ----- | ----- | ----- | ----- | ----- |
| 1 500 | 1 383 | 1 289 | 1 085 | 2 717 | 3 063 | 3 612 | 3 517 | 3 439 |

| 1856  | 1861  | 1866  | 1872  | 1876  | 1881  | 1886  | 1891  | 1896  |
| ----- | ----- | ----- | ----- | ----- | ----- | ----- | ----- | ----- |
| 3 590 | 3 858 | 3 984 | 4 703 | 5 334 | 6 081 | 6 825 | 7 351 | 9 072 |

| 1901  | 1906  | 1911  | 1921  | 1926   | 1931   | 1936   | 1946   | - |
| ----- | ----- | ----- | ----- | ------ | ------ | ------ | ------ | - |
| 9 374 | 9 633 | 9 348 | 9 330 | 10 254 | 10 683 | 10 505 | 10 032 | - |

#### Pyramide des âges
La population de la commune est relativement jeune.
En 2018, le taux de personnes d'un âge inférieur à 30 ans s'élève à 45,1 %, soit au-dessus de la moyenne départementale (39,9 %). À l'inverse, le taux de personnes d'âge supérieur à 60 ans est de 15,8 % la même année, alors qu'il est de 20,1 % au niveau départemental.
En 2018, la commune comptait 24 916 hommes pour 26 038 femmes, soit un taux de 51,10 % de femmes, légèrement supérieur au taux départemental (51,02 %).
Les pyramides des âges de la commune et du département s'établissent comme suit.
| Hommes | Classe d’âge | Femmes |
| ------ | ------------ | ------ |
| 0,4    | 90 ou +      | 0,8    |
| 3,9    | 75-89 ans    | 4,9    |
| 10,6   | 60-74 ans    | 11,0   |
| 18,1   | 45-59 ans    | 16,0   |
| 22,7   | 30-44 ans    | 21,5   |
| 20,7   | 15-29 ans    | 22,7   |
| 23,7   | 0-14 ans     | 23,1   |

| Hommes | Classe d’âge | Femmes |
| ------ | ------------ | ------ |
| 0,5    | 90 ou +      | 1,4    |
| 5,4    | 75-89 ans    | 7,2    |
| 12,9   | 60-74 ans    | 13,9   |
| 20     | 45-59 ans    | 19,4   |
| 19,9   | 30-44 ans    | 20,1   |
| 20     | 15-29 ans    | 18,2   |
| 21,3   | 0-14 ans     | 19,8   |

### Enseignement
Les établissements scolaires de Corbeil-Essonnes sont rattachés à l’académie de Versailles.
La commune dispose en 2010 sur son territoire :
- des écoles maternelles du Paradis, Léon Cassé, Henri Wallon, Louis Pasteur, Jean Macé, Théodore Steeg, La Source, Pauline Kergomard, Arthur Rimbaud, Charles Baudelaire et de la Montagne des Glaises ; des écoles élémentaires L’Indienne, Pablo Picasso, Jacques Bourgoin, Galignani, Jules Ferry, Paul Bert, Jean Macé, Théodore Steeg, Paul Éluard, Jacques Prévert, du Pressoir Prompt et des Quatre Vents ;
- des écoles primaires Frédéric Joliot-Curie, La Nacelle, Paul Langevin[174].
- Quatre collèges permettent la poursuite des études, Chantemerle, Louise Michel, La Nacelle et Léopold Sédar Senghor, ces deux derniers disposant d’une SEGPA et le lycée général, technologique et professionnel Robert Doisneau complète l’offre éducative publique[175].

S’ajoutent l’école primaire privée sous contrat Sainte-Marie, le collège privé Saint-Spire et le lycée privé Saint-Léon tous trois disposant d’un enseignement religieux catholique.
Le Greta-Est-Essonne est installé au lycée Robert Doisneau.
Deux établissements d’enseignement adapté sont installés en 2009 dans la commune, l’institut thérapeutique, éducatif et pédagogique Les Fougères et l’institut d’éducation motrice Le Petit Tremblay.
Hors temps scolaire, l’accueil des enfants se fait avec les centres de loisirs Henri Wallon, La Nacelle, Montconseil, Les Mozarts, Jean Macé, Théodore Steeg, Pauline Kergomard, Le Paradis, Louis Pasteur, La Montagne des Glaises, L’Indienne, Villededon, Frédéric Joliot-Curie, Paul Éluard et Léon Cassé.
Trois maisons de quartier accueillent les adolescents aux Tarterêts, à Montconseil et sur la Rive-Droite.

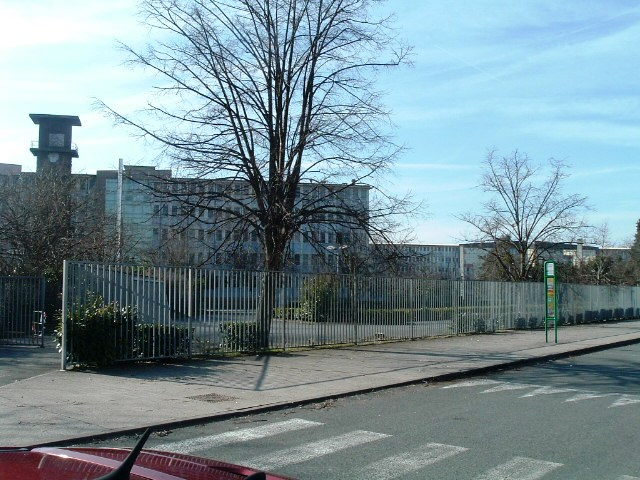
Le lycée Robert Doisneau.
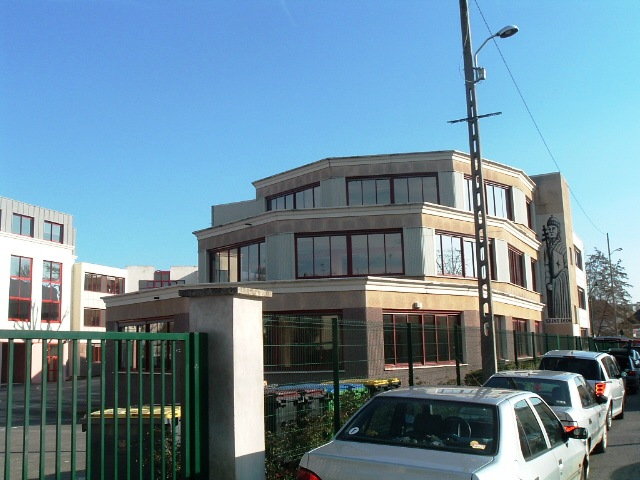
Le lycée privé Saint-Léon.

#### Enseignement primaire et secondaire
Écoles maternelles
- André Malraux (quartier de Montconseil)
- Arthur Rimbaud (quartier des Tarterêts)
- Charles Baudelaire (quartier des Tarterêts)
- Frédéric Joliot Curie (quartier de l'Ermitage)
- Henri Wallon (quartier de Robinson)
- Jean Macé (quartier de la gare)
- L'Indienne (quartier de Chantemerle)
- La Nacelle (quartier de La Nacelle)
- La Source (quartier de Montconseil)
- Le Paradis (quartier Rive-Droite)
- Léon Cassé (quartier de Robinson)
- Louis Pasteur (quartier du Bas Coudray)
- Montagne des Glaises (quartier Montagne des Glaises)
- Paul Langevin (quartier de Montconseil)
- Pauline Kergomard (quartier du Pressoir-Prompt)
- Théodore Steeg (quartier de Moulin-Galant)
- École Geneviève-Antonioz De Gaulle (quartier de la Papeterie)

Écoles élémentaires
- André Malraux (quartier de Montconseil)
- Frédéric Joliot Curie (quartier de l'Ermitage)
- Galignani (quartier du Vieux-Corbeil / Centre ville)
- Jacques Bourgoin (quartier Rive-Droite)
- Jacques Prévert (quartier des Tarterêts)
- Jean Macé (quartier de la Gare)
- Jules Ferry (quartier de Robinson)
- La Nacelle (quartier de La Nacelle)
- Le Paradis (quartier Rive-Droite)
- Les Quatre Vents (quartier des Tarterêts)
- Pablo Picasso (quartier des Tarterêts)
- Paul Bert (quartier de Robinson)
- Paul Eluard (quartier de Montconseil)
- Paul Langevin (quartier de Montconseil)
- Pressoir Prompt (quartier du Pressoir-Prompt)
- Théodore Steeg (quartier de Moulin-Galant)
- Germaine-Tillion (quartier de la Papeterie)
- Ecole privée Sainte-Marie (quartier du Bas-Coudray)

Collèges
- Chantemerle (quartier de Chantemerle)
- La Nacelle (quartier de La Nacelle)
- Louise Michel (quartier de Montconseil / du Pressoir-Prompt)
- Léopold Sédar Senghor (quartier des Tarterêts)
- Saint-Spire (privé) (quartier du Bas-Coudray)

Lycées
- Saint-Léon (privé) (quartier du Bas-Coudray)
- Robert Doisneau (quartier des Tarterêts / des Coquibus)

### Culture
Corbeil-Essonnes bénéficie d’une longue tradition culturelle, en accueillant dès 1819 d’un théâtre à l’initiative de l’industriel Joseph Martin.
Elle dispose encore du théâtre intercommunal construit en 1973 qui accueille deux compagnies de théâtre. S’ajoute la salle de cinéma indépendante Arcel, classée « art et essai ».
Pour l’accès de tous à la culture, la commune a mis en place la médiathèque Chantemerle et deux annexes aux Tarterêts et à Montconseil, la MJC Fernand Léger et le conservatoire de musique et danse Claude-Debussy installé dans l’ancien hôtel de ville d’Essonnes.
Trois lieux d’exposition accueillent en outre des manifestations temporaires :
- l’ancienne commanderie de Saint-Jean-en-l’Isle ;
- la galerie d’art située sous le théâtre de la ville depuis avril 2018 ; la galerie d'art s'est d'abord ouverte en 2001 dans le cloître Saint-Spire avec une exposition du peintre Pierre Scholla, puis a déménagé rue Saint-Spire en mai 2021 ;
- la cathédrale Saint-Spire.

La commune organise un festival de musique, « Les Couleurs du jazz », la « Quinzaine du film argentin » et un festival de bande dessinée.
Quinze associations participent à l’animation culturelle de la commune.
Divers artistes se produisent dans les salles municipales, dont Grand Corps Malade en mars 2009 ; d’autres y sont nés ou y ont résidé.

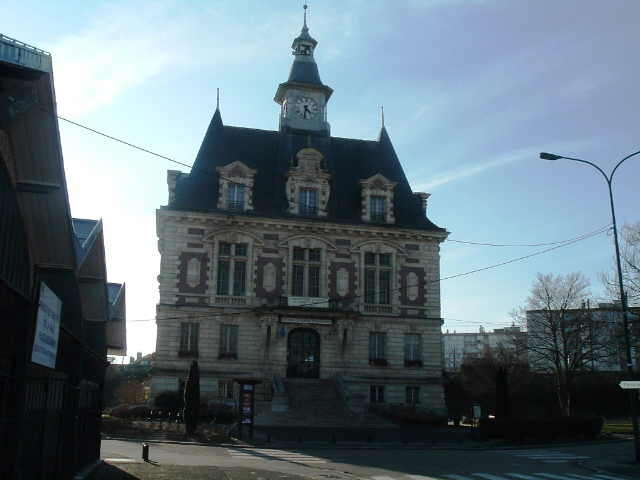
Le conservatoire Claude-Debussy.
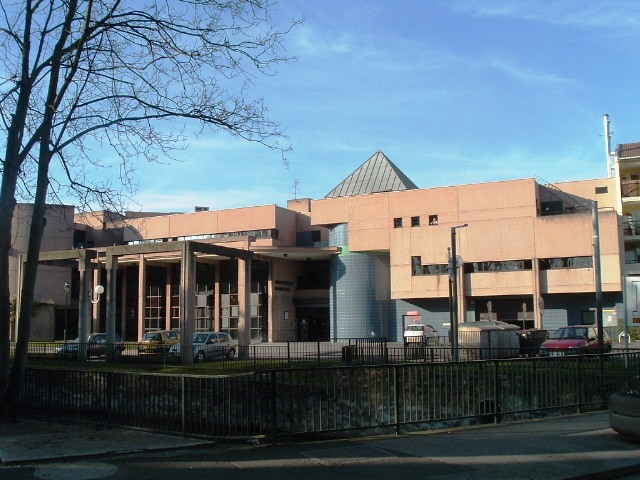
La médiathèque.
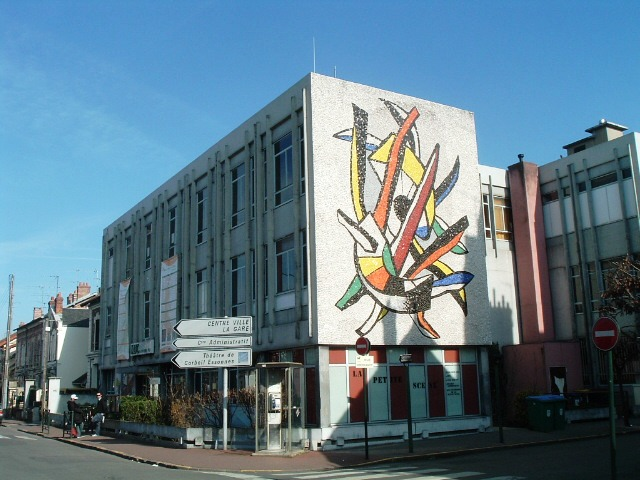
La maison des jeunes et de la culture Fernand-Léger.
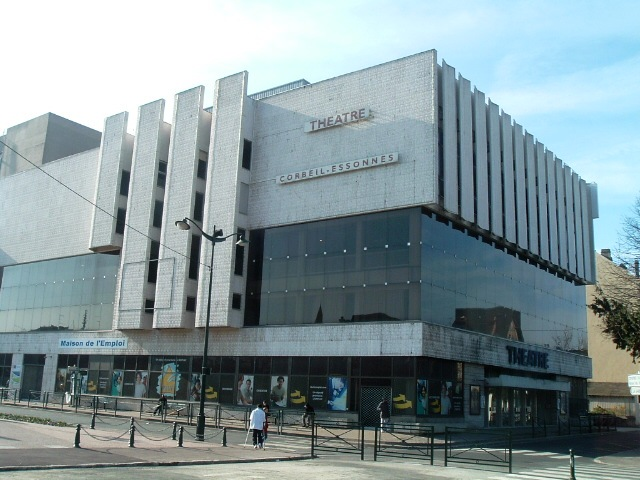
Le théâtre municipal.

### Sports
La commune dispose sur son territoire de diverses infrastructures permettant la pratique sportive.
La première d’entre elles, le palais des sports regroupe un gymnase, un dojo, une salle de combat, une salle d’escrime et une salle de danse.
Le stade de Robinson est équipé d’un terrain de football et de rugby, le stade Mercier ajoute à ces mêmes équipements une piste d'athlétisme. Le stade Roger est lui entièrement destiné au tennis avec six courts synthétiques, deux courts en terre battue, un court en béton et quatre courts couverts. Le stade nautique Gabriel Menut, avec trois bassins dont un olympique de cinquante mètres à toit mobile, une fosse à plongeon et des bassins d’agrément, accueille les nageurs et joueurs de water-polo, il est complété par la base de canoë-kayak au bord de l'Essonne. Six gymnases sont implantés dans divers quartiers, deux aux Tarterêts pour le basket-ball et le volley-ball, à Montconseil pour le handball, à La Nacelle pour le volley-ball et le tennis de table, ainsi que les gymnases Louise Michel pour le basket-ball, le tennis et le volley-ball et le gymnase Maurice Broguet qui ajoute aux disciplines précédentes la gymnastique rythmique, le judo et l’aïkiryu.
Trente-deux associations animent et organisent en 2009 la pratique sportive dans la commune. Parmi elles, l’AS Corbeil-Essonnes créée en 1951 et qui évolua en championnat de France de football de deuxième division est ainsi l’un des clubs de football majeurs du département, comme l’ASCE Canoë-Kayak et Corbeil XIII dans leurs disciplines respectives. Le 29 juillet 2001 la commune fut ville-étape du Tour de France 2001 puis à nouveau le 24 juillet 2005 pour le Tour de France 2005.

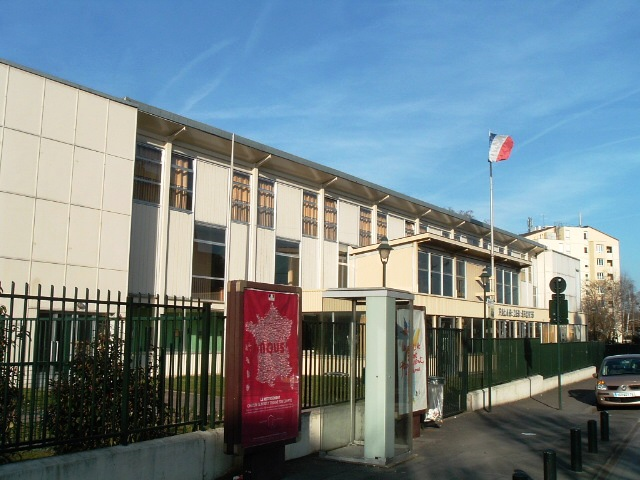
Le palais des sports.
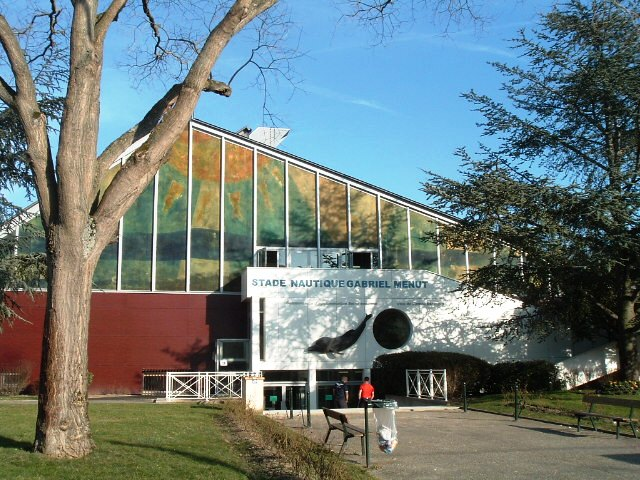
Le stade nautique Gabriel Menut.
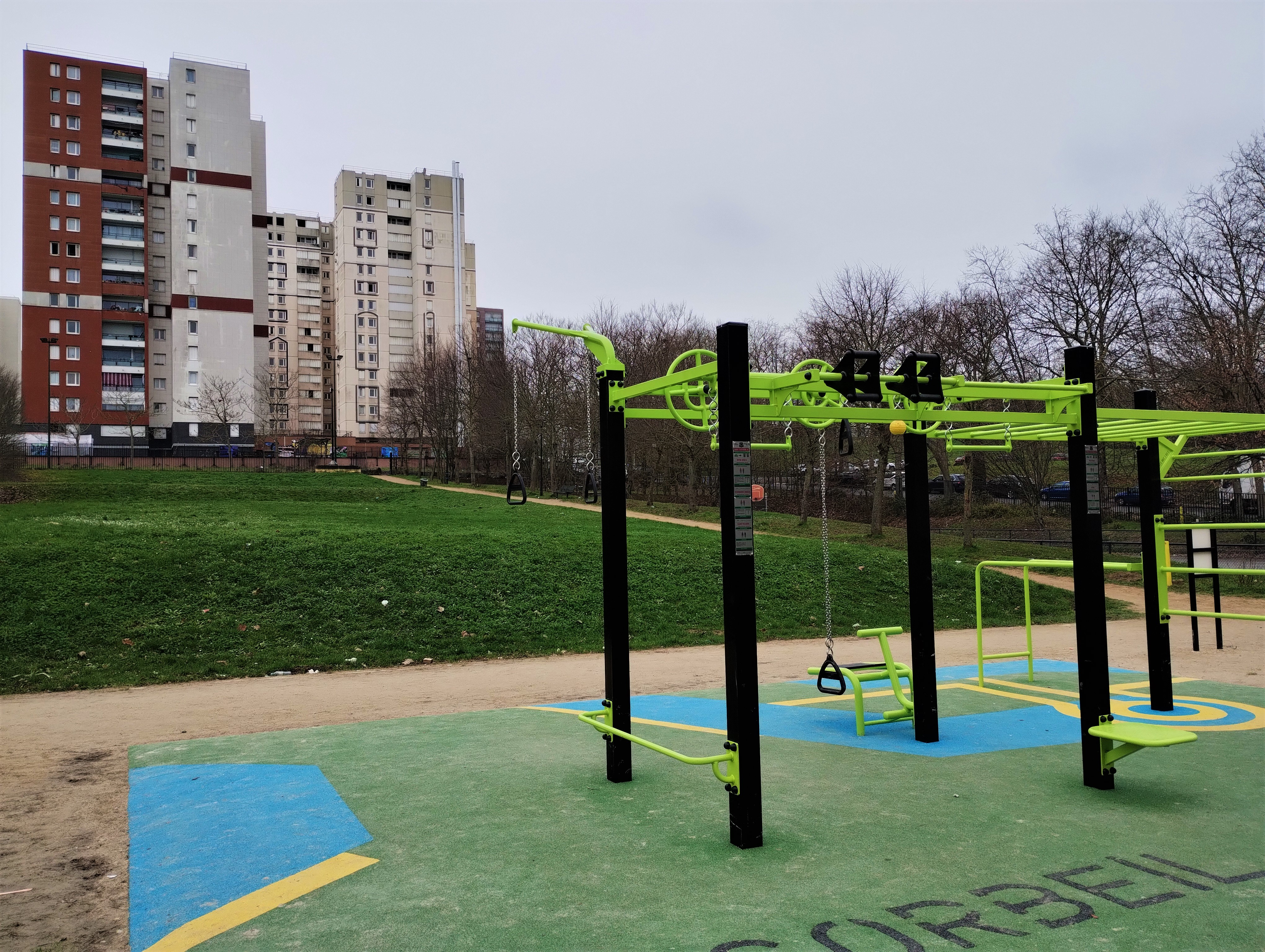
Parc de Street workout aux Tarterêts.

### Santé

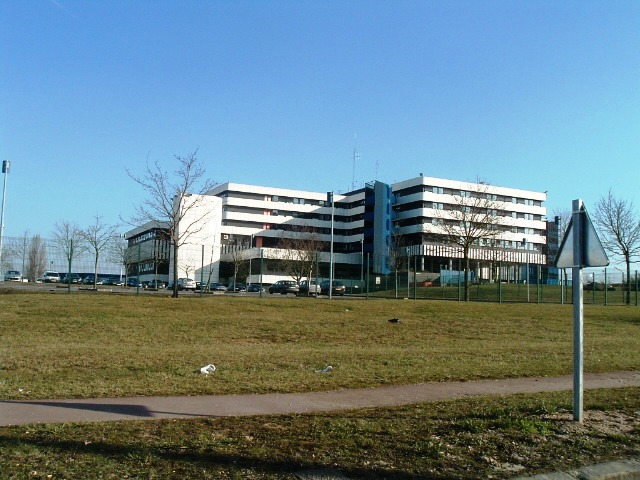
L’hôpital Gilles de Corbeil en 2008.

La commune accueille sur son territoire depuis 2011 le nouveau Centre hospitalier sud francilien, regroupant les centres Galignani et l’hôpital Gilles de Corbeil. Elle dispose ainsi de services de cardiologie, diabétologie-endocrinologie, dermatologie, hématologie, neurologie, oncologie, pneumologie, d’imagerie médicale et médecine nucléaire. Du centre hospitalier sont organisées les missions du Smur pour la moitié est du département[réf. nécessaire]
La polyclinique Chantemerle est aussi installée sur la commune.
Le centre d’accueil Galignani est complété par l’autre établissement d'hébergement pour personnes âgées dépendantes, le foyer Bernardin de Saint-Pierre.
S’ajoutent en 2009 un centre d’accueil familial spécialisé, un foyer de jour, un centre médico-psycho-pédagogique et la maison des adolescents Les Roches.
Outre ceux exerçant à l’hôpital, 83 médecins, 31 chirurgiens-dentistes, 12 pharmacies et trois cliniques vétérinaires, dont la clinique vétérinaire Jean-Jaurès assurant les urgences 24h/24h dans l’agglomération Grand Paris Sud[réf. nécessaire], sont installés (en février 2009) sur la commune.
La commune accueille aussi en 2009 le siège administratif du Samu départemental, le Centre départemental d’appel d’urgence et un Centre d'enseignement des soins d'urgence.

### Petite enfance
L'accueil collectif des bébés se fait avec les crèches Les Galopins et Le Petit Poucet, la crèche familiale Chanteprince[réf. nécessaire]
Trois centres de protection maternelle et infantile sont implantés à Corbeil-Essonnes, en centre-ville, à la Nacelle et aux Tarterêts, complétés par deux centres de planification familiale en centre-ville et aux Tarterêts

### Autres services publics

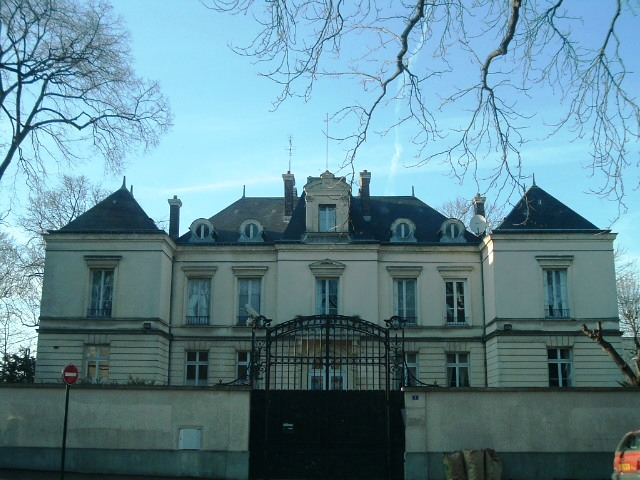
L’ancienne sous-préfecture.

La commune, bien qu’elle ne soit pas chef-lieu d’arrondissement et qu’elle soit voisine de la préfecture d’Évry, disposait encore sur son territoire jusqu’en 2009 d’une sous-préfecture.
Elle accueille aussi un certain nombre de représentations du service public, dont la direction départementale des services vétérinaires, la fédération départementale de la pêche et de la pisciculture, une permanence du délégué au médiateur de la République, les services de conservation des hypothèques et du cadastre, le centre départemental d’action sociale, une antenne de la CAF, du pôle emploi et des Assedic. Quatre agences postales sont réparties en centre-ville, à Saint-Étienne, Montconseil et aux Tarterêts. Dix-neuf avocats exercent sur la commune, une société d’huissier de justice et deux études de notaire y sont installés. L’organisation juridictionnelle rattache les justiciables de Corbeil-Essonnes aux tribunaux d’instance, de grande instance, de commerce et au conseil de prud’hommes d’Évry.

### Sécurité

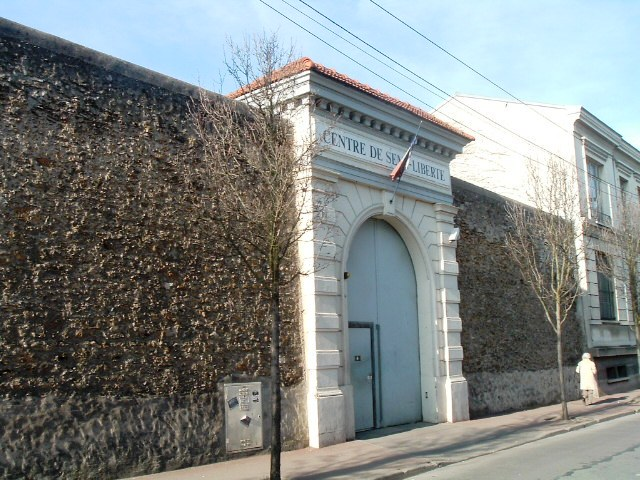
Le centre de semi-liberté.

La commune accueille sur son territoire un centre de secours principal responsable de la sécurité des biens et des personnes de l’agglomération. Une brigade de gendarmerie et un commissariat de police sont installés dans la commune, la première étant dévolue à la sécurité des communes rurales voisines et à la sécurité routière. Malgré cette présence relativement importante, la commune souffre d’une relative insécurité, notamment dans les quartiers sensibles, avec des actes de délinquances fréquents, du braquage d’un bureau de poste aux Tarterêts à l’agression de fonctionnaires de police entraînant des manifestations de la population. Un centre de semi-liberté est implanté en centre-ville.
La ville doit notamment faire face à des affrontements entre bandes de jeunes, issus de quartiers rivaux, notamment entre Montconseil et les Tarterêts. En 2016, la ville est secouée par la mort d'Adel, jeune de 19 ans du quartier Montconseil, choisit au hasard et tué d'une balle dans la tête lors d'une expédition punitive, et pour laquelle dix personnes seront condamnées pour meurtre en bande organisée.

### Lieux de culte
Corbeil-Essonnes est le siège associé du diocèse d'Évry-Corbeil-Essonnes depuis sa création en 1966 et le siège du doyenné de Corbeil-Saint-Germain. Ainsi, la collégiale Saint-Spire fut élevée au rang de cathédrale la même année. La paroisse catholique dispose, en plus de la cathédrale Saint-Spire, des églises Saint-Étienne (ancienne église paroissiale d’Essonnes), Notre-Dame-de-la-Paix à Montconseil, Saint-Joseph aux Tarterêts et Saint-Paul à Moulin-Galant (fréquentée par la communauté polonaise). La communauté protestante de l’Église réformée dispose d’un temple auquel s’ajoutent les lieux de culte du centre évangélique Métanoia et celui de la mission évangélique de la Réconciliation. Les musulmans disposent de la mosquée As-salam inaugurée le 25 janvier 2005. La communauté bouddhiste dispose elle du centre bouddhique tibétain Drikung Kagyu Rinchen Pal.

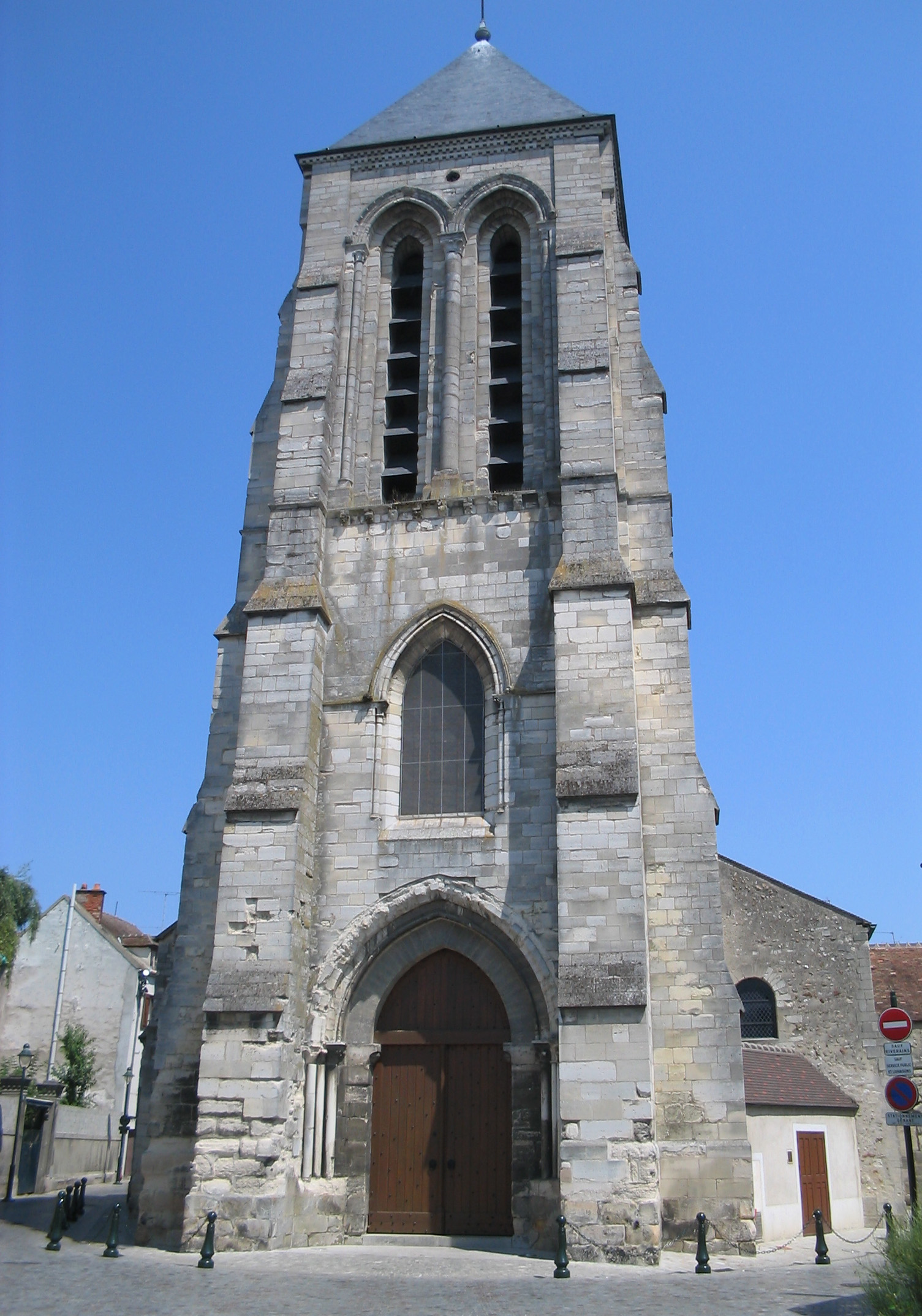
La cathédrale Saint-Spire.
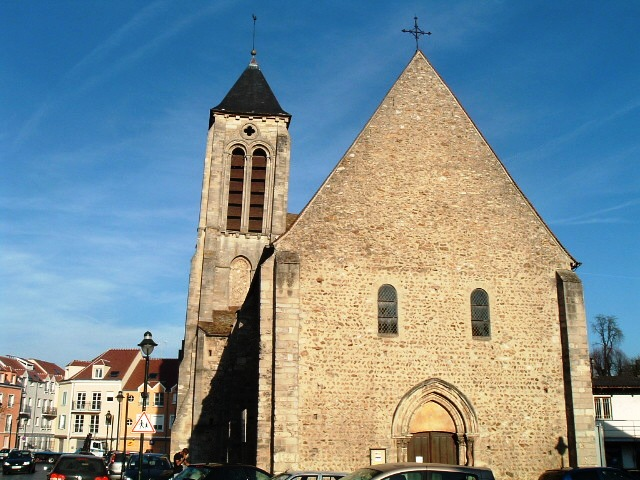
L'église Saint-Étienne.
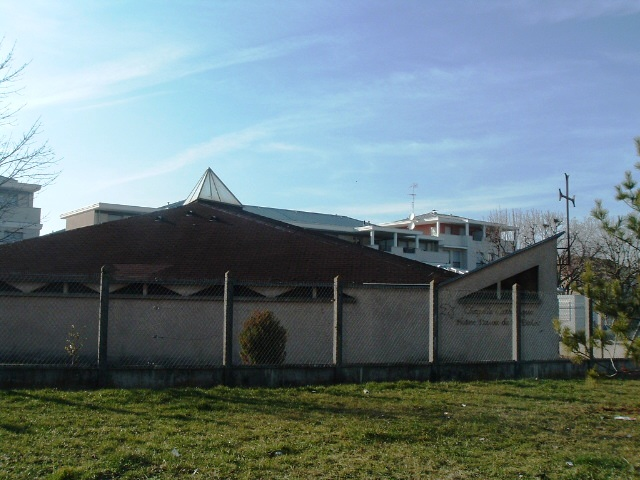
L'église Notre-Dame-de-la-Paix.
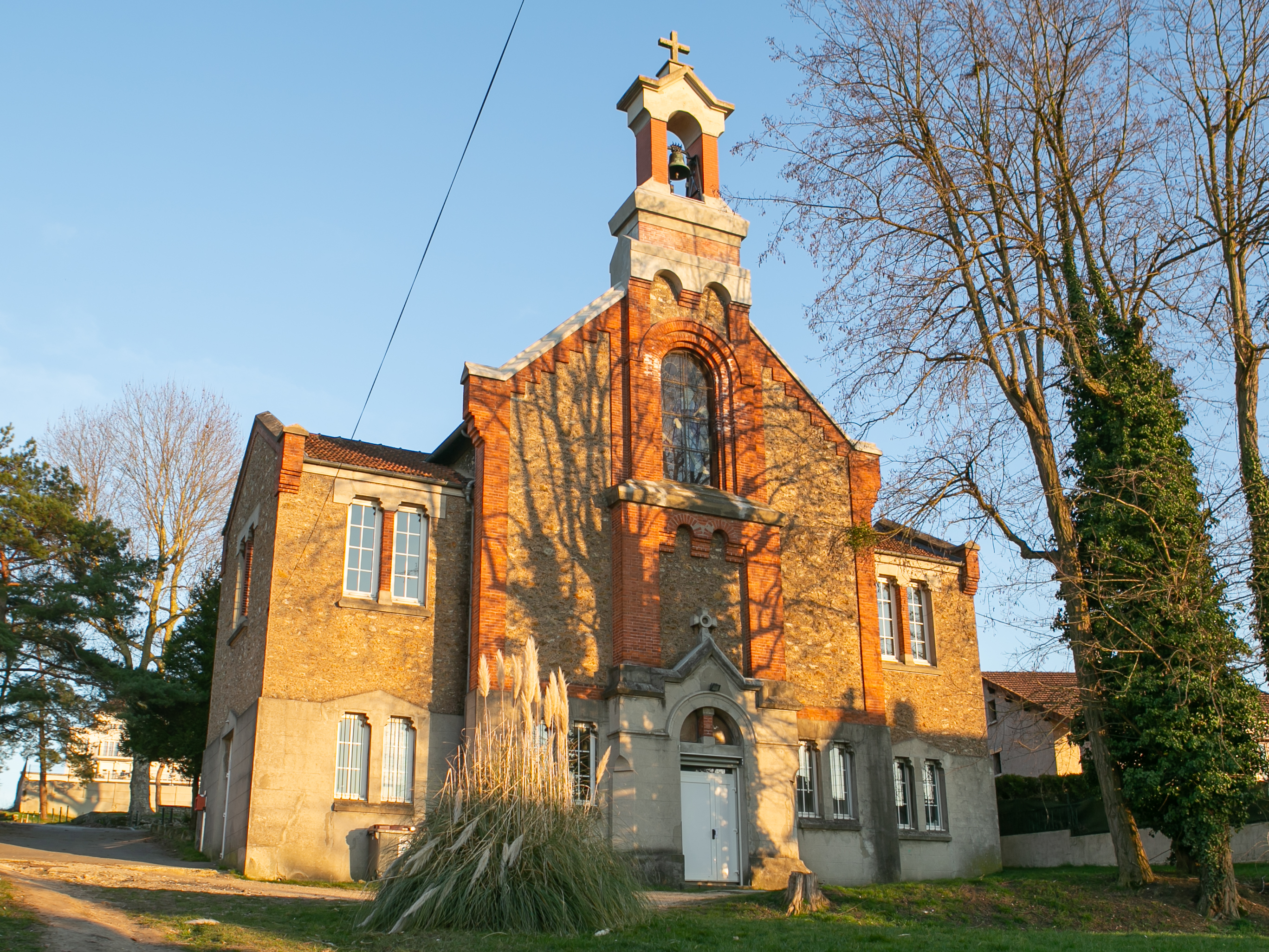
L'église Saint-Paul.
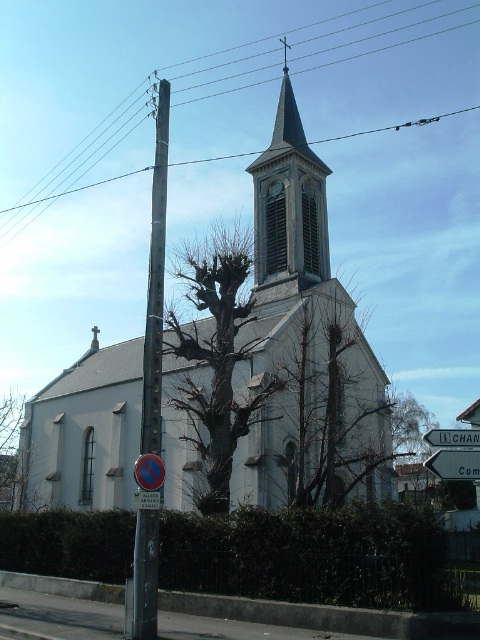
Le temple.
La mosquée As-Salam.

### Édifices religieux
- Cathédrale Saint-Spire, rue du Cloître Saint-Spire.
- Église Saint-Étienne, place Léon Casse.
- Église Saint-Joseph, rue Pablo Picasso aux Tarterêts.
- Église Saint-Jean de L'Ile, rue de Widmer.
- Église Saint-Paul, boulevard John Kennedy.
- Chapelle Notre-Dame de la Paix, rue Alfred Lécuyer.
- Temple réformé, avenue Carnot.
- Église évangélique Métanoïa, rue de la Papeterie.
- Église protestante évangélique, rue Feray.
- Mosquée As-Salam-Centre culturel islamique de la paix, avenue de Gaulle.
- Salle du royaume des témoins de Jéhovah, rue Georges le Du.

### Médias
La commune est située dans le bassin d’émission des chaînes de télévision France 3 Paris Île-de-France, IDF1 et Téléssonne intégré à ViàGrandParis. L’hebdomadaire Le Républicain relate les informations locales dans son édition Nord-Essonne comme la station de radio EFM. La radio Évasion FM y dispose d’une fréquence spécifique. Autres médias locaux Le Parisien Essonne, Essonne Info, Actu Essonne et M-Essonne.

## Économie

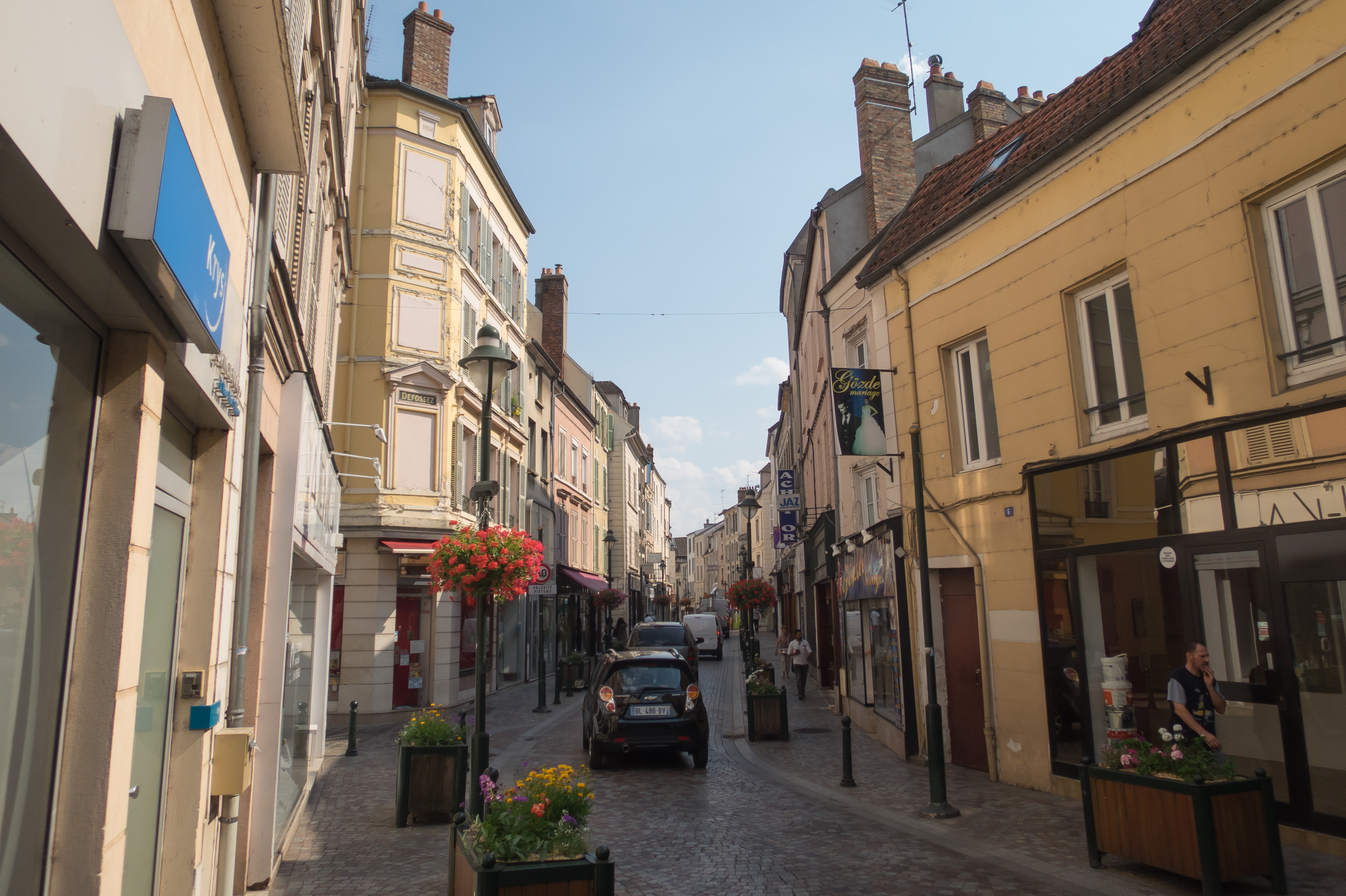
La rue Saint-Spire, artère commerçante.

Dès le Moyen Âge, Corbeil et Essonnes étaient d’importants sites industriels, disposant de tanneries et de poudreries. C’est aujourd’hui encore, avec Évry, le cœur économique du département.
La commune est intégrée par l’Insee à la zone d’emploi d’Évry qui regroupait en 1999 soixante-six communes et 271 329 habitants, Corbeil-Essonnes étant la seconde commune en nombre de résidents avec près de 15 % du total.
Des vingt plus grandes entreprises installées sur ce secteur, Snecma Moteurs et Altis Semiconductor, les deux premières en importance sont implantées sur la commune avec chacune plus de deux mille salariés, symbolisant l’importance maintenue de l’industrie et de la construction qui représentent encore 20,8 % de l’activité économique et salariée. C’est ainsi 2 069 entreprises, dont 1 686 sièges sociaux, employant 17 790 salariés qui étaient implantées à Corbeil-Essonnes en 2006, la fonction publique ne représentant que 4,7 % contre 80,2 % pour le secteur tertiaire.
Caractéristique de la grande banlieue parisienne restée en partie rurale, trois exploitations agricoles employant dix personnes étaient encore actives en 2000 sur la commune. Le tourisme d’affaires est aussi important dans la commune, avec trois hôtels dont un deux étoiles pour un total de cent quarante-trois chambres. Quatre marchés sont implantés sur la commune, le principal en centre-ville les mardis, vendredis et dimanches matin et aux Tarterêts les mercredis et samedis matin.
Industrielle, la commune n’est pas épargnée par les pollutions, ainsi, quatre entreprises sont recensées dans le registre des émissions polluantes, Altis Semiconductor pour ses rejets d’halogénoalcanes, de protoxyde d'azote, d’ion fluorure, d’arsenic, de chrome et de cuivre, les installations étant classées au titre de la directive Seveso, Boc Edwards pour ses rejets d’acide fluorhydrique et d’ammoniaque, Hélio Corbeil Quebecor pour sa production de déchets dangereux et la Snecma pour sa production de déchets dangereux et ses prélèvements importants d’eau.

### Emplois, revenus et niveau de vie
Avec un taux de 31,1 %, les professions intermédiaires sont la catégorie socio-professionnelle la plus représentée, suivie par les ouvriers, population traditionnelle de Corbeil-Essonnes, représentant encore 26,2 % des actifs. En 1999, pas moins de 18 795 personnes étaient recensées comme population active mais 17,3 % d’entre elles étaient au chômage, ce qui fait d’elle la commune la plus touchée du département, et 14,9 % ne disposaient que d’un travail précaire.
Ainsi, avec seulement 17 925 euros de revenu net imposable moyen, les contribuables Corbeil-Essonnois sont loin de la moyenne départementale fixée en 2006 à 26 556 euros, et seulement 53,1 % étaient effectivement assujettis à l’impôt sur le revenu. En 2010, le revenu fiscal médian par ménage était de 25 236 €, ce qui plaçait Corbeil-Essonnes au 22 708 e rang parmi les 31 525 communes de plus de 39 ménages en métropole.
| Répartition des emplois par catégorie socioprofessionnelle en 2006. |              |                                           |                                                   |                            |                          |                           |
|                                                                     | Agriculteurs | Artisans, commerçants, chefs d’entreprise | Cadres et professions intellectuelles supérieures | Professions intermédiaires | Employés                 | Ouvriers                  |
| Corbeil-Essonnes                                                    | 0,1 %        | 4,0 %                                     | 15,4 %                                            | 30,3 %                     | 26,6 %                   | 23,7 %                    |
| Zone d’emploi d’Évry                                                | 0,3 %        | 4,0 %                                     | 20,2 %                                            | 29,6 %                     | 28,2 %                   | 17,7 %                    |
| Moyenne nationale                                                   | 2,2 %        | 6,0 %                                     | 15,4 %                                            | 24,6 %                     | 28,7 %                   | 23,2 %                    |
| Répartition des emplois par secteur d'activité en 2006.             |              |                                           |                                                   |                            |                          |                           |
|                                                                     | Agriculture  | Industrie                                 | Construction                                      | Commerce                   | Services aux entreprises | Services aux particuliers |
| Corbeil-Essonnes                                                    | 0,3 %        | 22,8 %                                    | 6,3 %                                             | 12,0 %                     | 10,4 %                   | 7,0 %                     |
| Zone d’emploi d’Évry                                                | 0,9 %        | 13,5 %                                    | 5,4 %                                             | 14,6 %                     | 16,2 %                   | 6,9 %                     |
| Moyenne nationale                                                   | 3,5 %        | 15,2 %                                    | 6,4 %                                             | 13,3 %                     | 13,3 %                   | 7,6 %                     |
| Sources : Insee                                                     |              |                                           |                                                   |                            |                          |                           |

Grands moulins de Corbeil

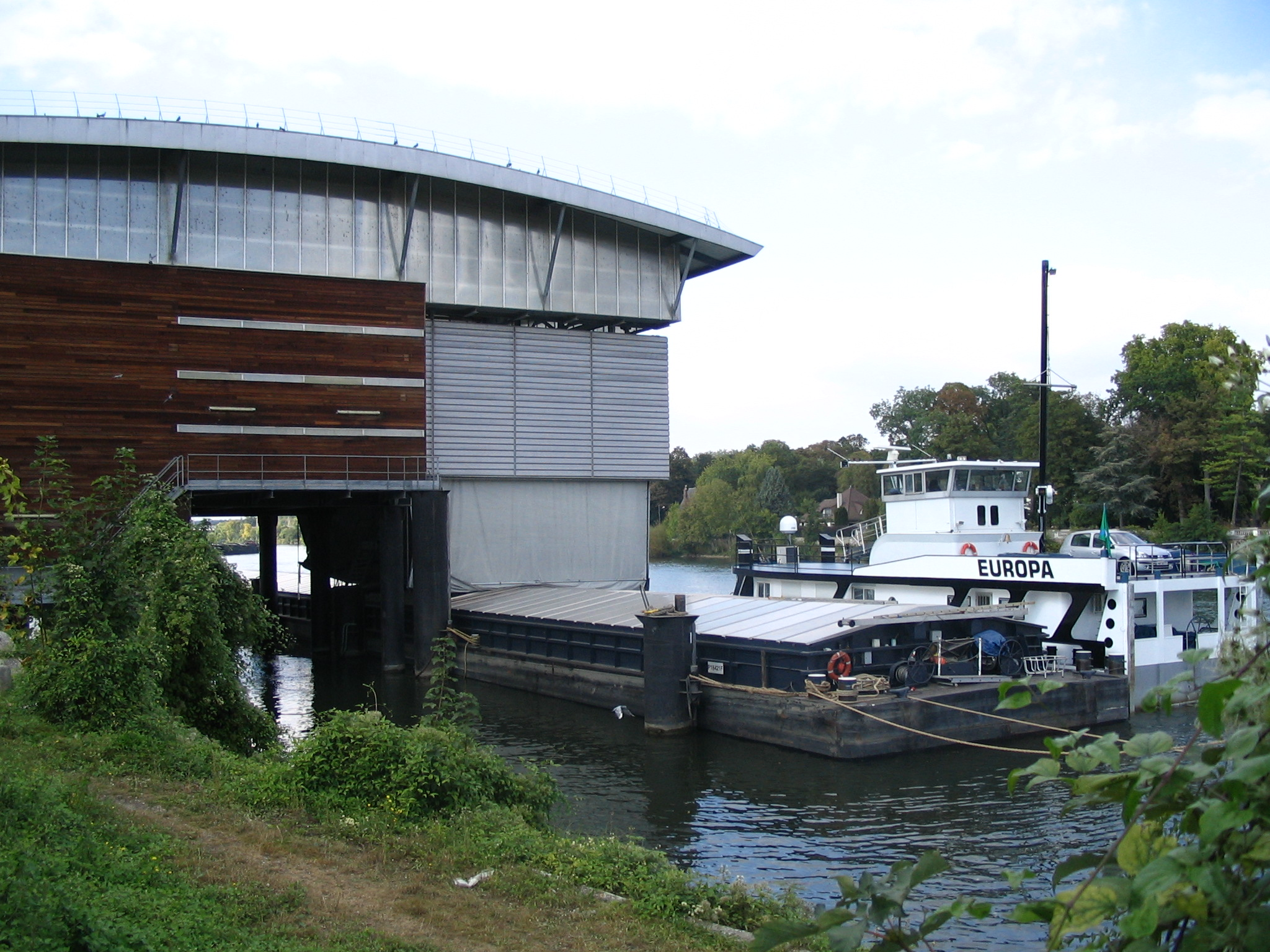
Nouveau complexe portuaire des Grands moulins de Corbeil.

Reconstruite en 1893, la minoterie des Grands moulins de Corbeil, propriété du groupe Soufflet est encore en activité et symbolise l’industrie historique de la commune à proximité directe du centre-ville. Un quai de chargement sur la Seine est installé dans le prolongement du port de commerce d’Évry.
Centre commercial Marques Avenue A6

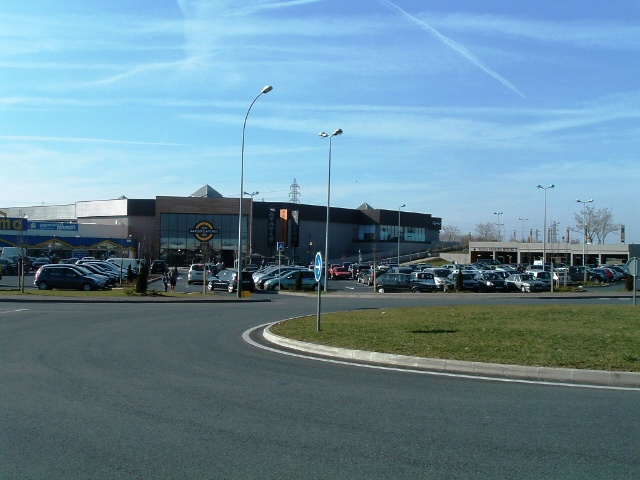
Le centre commercial Marques Avenue A6.

Le 22 octobre 2008, le centre commercial Art de vivre rénové intégra le groupe de magasins d’usine Concepts & Distribution sous l’appellation Marques Avenue A6, rassemblant 78 boutiques sur une superficie de treize mille mètres carrés.

## Culture locale et patrimoine

### Patrimoine environnemental
Près de deux cents hectares du territoire municipal sont encore[Quand ?] considérés comme ruraux, majoritairement constitués de bois communaux dont le bois des Tarterêts au nord qui occupe plus de six hectares. Deux cents autres hectares sont classifiés comme espaces urbains non construits, constitués pour partie de parcs, jardins et squares qui totalisent eux près de dix-huit hectares. Les deux plus importants sont le parc de La Nacelle qui occupe presque quatre hectares et le parc de Chantemerle avec plus de deux hectares. Ils sont complétés, par ordre de taille par les squares Dalimier, Maurice Riquiez, Balzac, Gustave Courbet, d’Angoulême, des Coquibus, du stade Roger, Crété, Montconseil, Saint-Léonard, Moulin-Galant, Jean Macé, de Nagis, Espar et des Castors.
Ce patrimoine environnemental permet à Corbeil-Essonnes d’arborer en 2009 trois fleurs au concours des villes et villages fleuris depuis 1999.
Le sentier de grande randonnée GR 2 traverse la commune du sud au nord en empruntant les berges de la Seine. À l’inverse de la Seine qui relève du domaine public d’État, les berges de l’Essonne sont en grande majorité privées, l’entretien étant effectué par la commission exécutive d’entretien de la rivière Essonne.
Une partie des berges de la Seine et de l’Essonne ont été recensés au titre des espaces naturels sensibles par le conseil général de l'Essonne.

### Patrimoine architectural

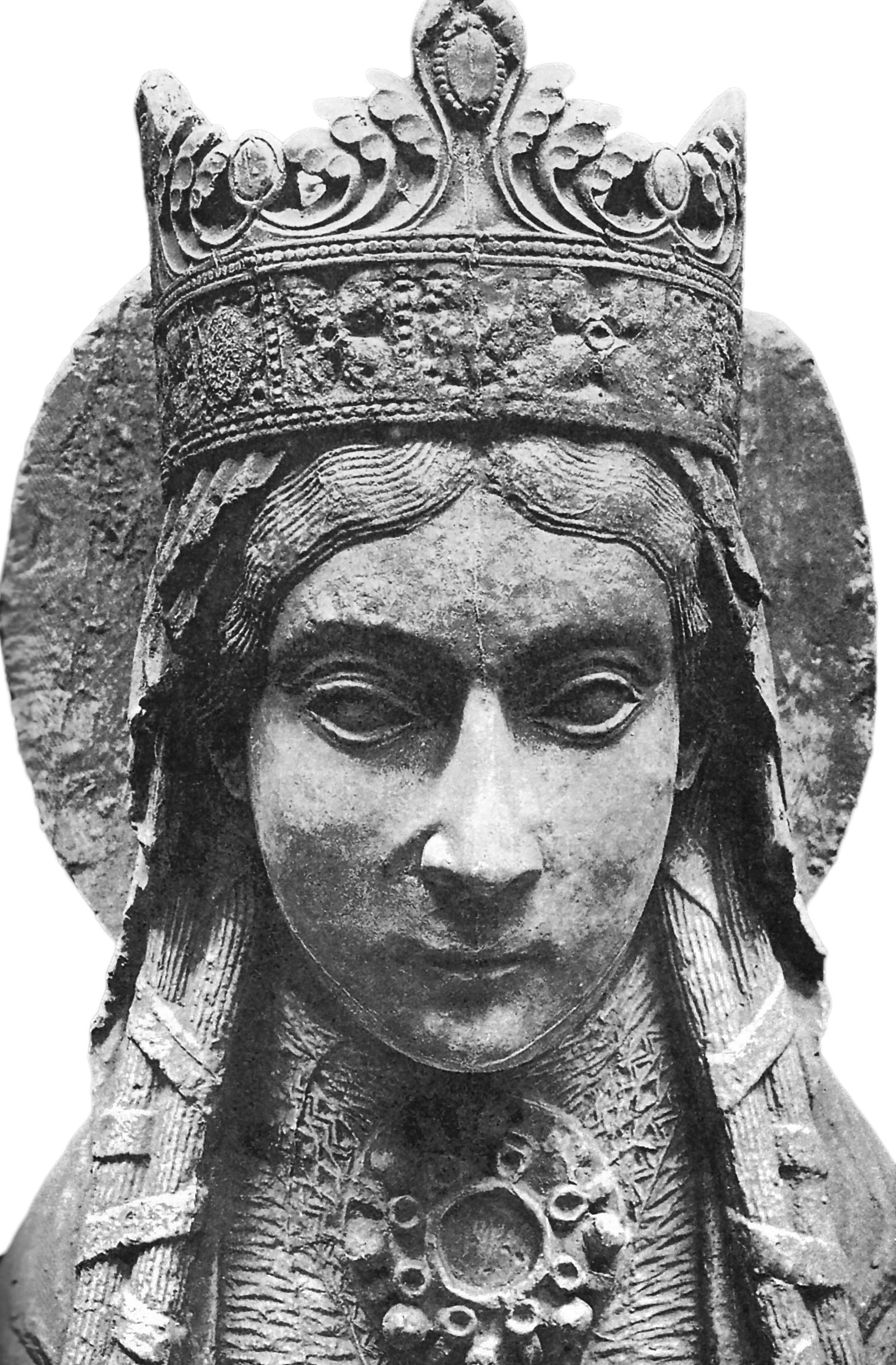
Statue de la reine de Saba à Notre-Dame, fin XIIe siècle

Corbeil-Essonnes, commune à l’histoire riche, dispose sur son territoire d’un patrimoine culturel important, retraçant les diverses périodes de prospérité de l’agglomération. Sept édifices sont ainsi inscrits aux monuments historiques, le plus ancien est l’église désaffectée Saint-Jean-en-L’Isle, construite entre le XIIe siècle et le XIIIe siècle et inscrite le 18 janvier 2007, aujourd’hui devenue un musée. S’ajoute une borne géographique frappée de la fleur de lys royale, datant de la même période et inscrite le 22 mars 1934. La cathédrale Saint-Spire du XIVe siècle fut elle aussi classée, une première fois en 1840 et à nouveau le 30 décembre 1913, comme le fut plus tard l’église d’Essonnes, l’église Saint-Étienne au clocher du XIIe siècle et à la nef du XIIIe siècle, le tout classé le 25 mars 1930. Les vestiges de l'église Notre-Dame remontés dans le parc de Montgermont à Pringy (Seine-et-Marne) en 1828, et dont les statues-colonnes du roi Salomon et de la reine de Saba (précédemment identifiées comme Clovis et Clotilde), datant dernier quart du XIIe siècle, se trouvent au musée du Louvre.
Les Grands moulins construits au XIXe siècle, inscrits le 21 juillet 1987 sont un exemple de l’architecture industrielle importante à Corbeil-Essonnes, au même titre que la halle du marché couvert à l’architecture métallique, construite en 1893 et inscrite le 16 février 1987. Les bâtiments de la papeterie Darblay, construits entre 1823 et 1959, dont l’ensemble construit par Paul Friesé à partir de 1869 sur les deux berges de l’Essonne symbolisent aussi le patrimoine industriel de la ville. La chapelle Notre-Dame-de-la-Paix du quartier Montconseil, construite en 1960 par l’architecte Édouard Albert a reçu le label « Patrimoine du XXe siècle ». La Chaufferie centrale du quartier des Hauts-Tarterêts a été inscrite pour sa part le 7 avril 2016.
Divers autres bâtiments caractérisent la commune, dont la sous-préfecture, édifiées en 1862, le temple protestant au clocher en bois, inauguré le 16 novembre 1862, la prison construite vers 1883, le bâtiment de l’ancien orphelinat Galignani bâti en 1878, l’ancien moulin à poudre datant du XVIIe siècle, le Castel-Joli du XIXe siècle, résidence de Waldeck-Rousseau.

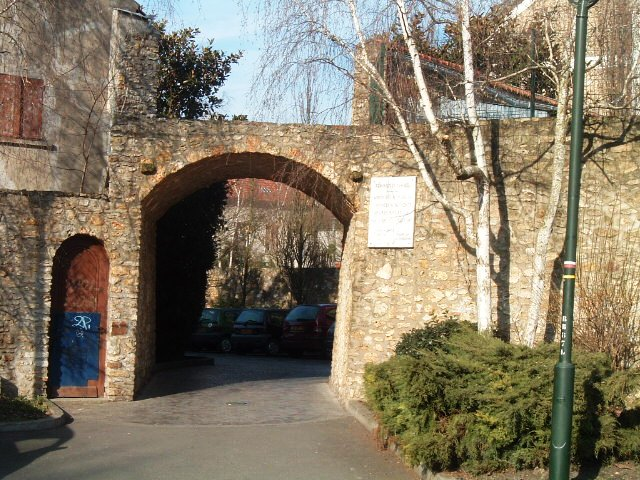
Les remparts de Corbeil.
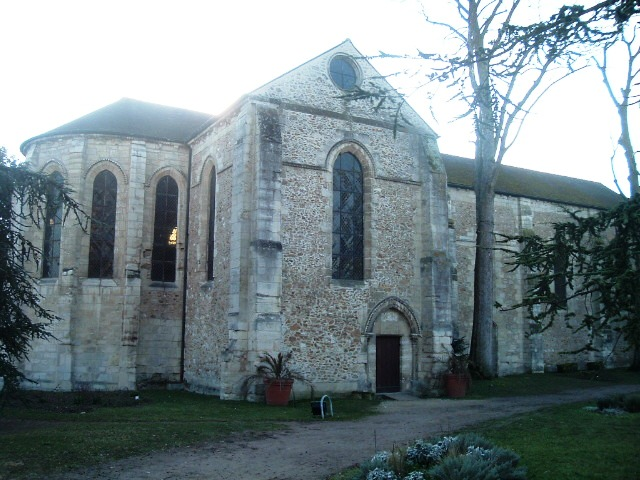
La commanderie de Saint-Jean-en-L’Isle.
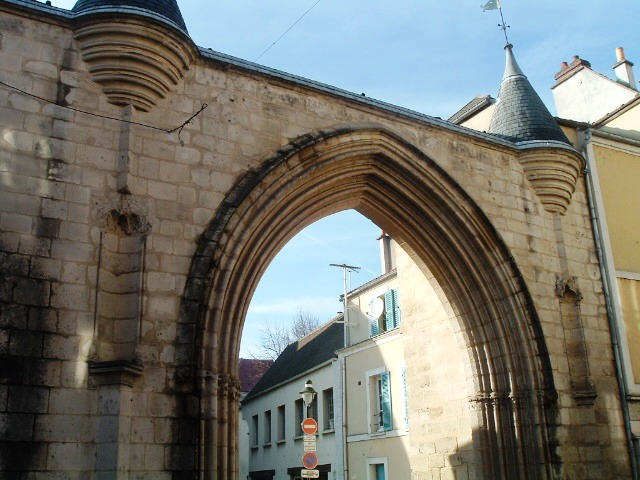
Le porche du cloître Saint-Spire.
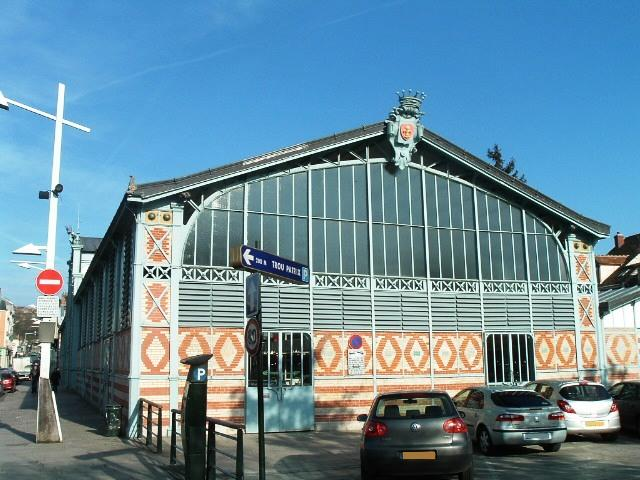
Le marché couvert de Corbeil.
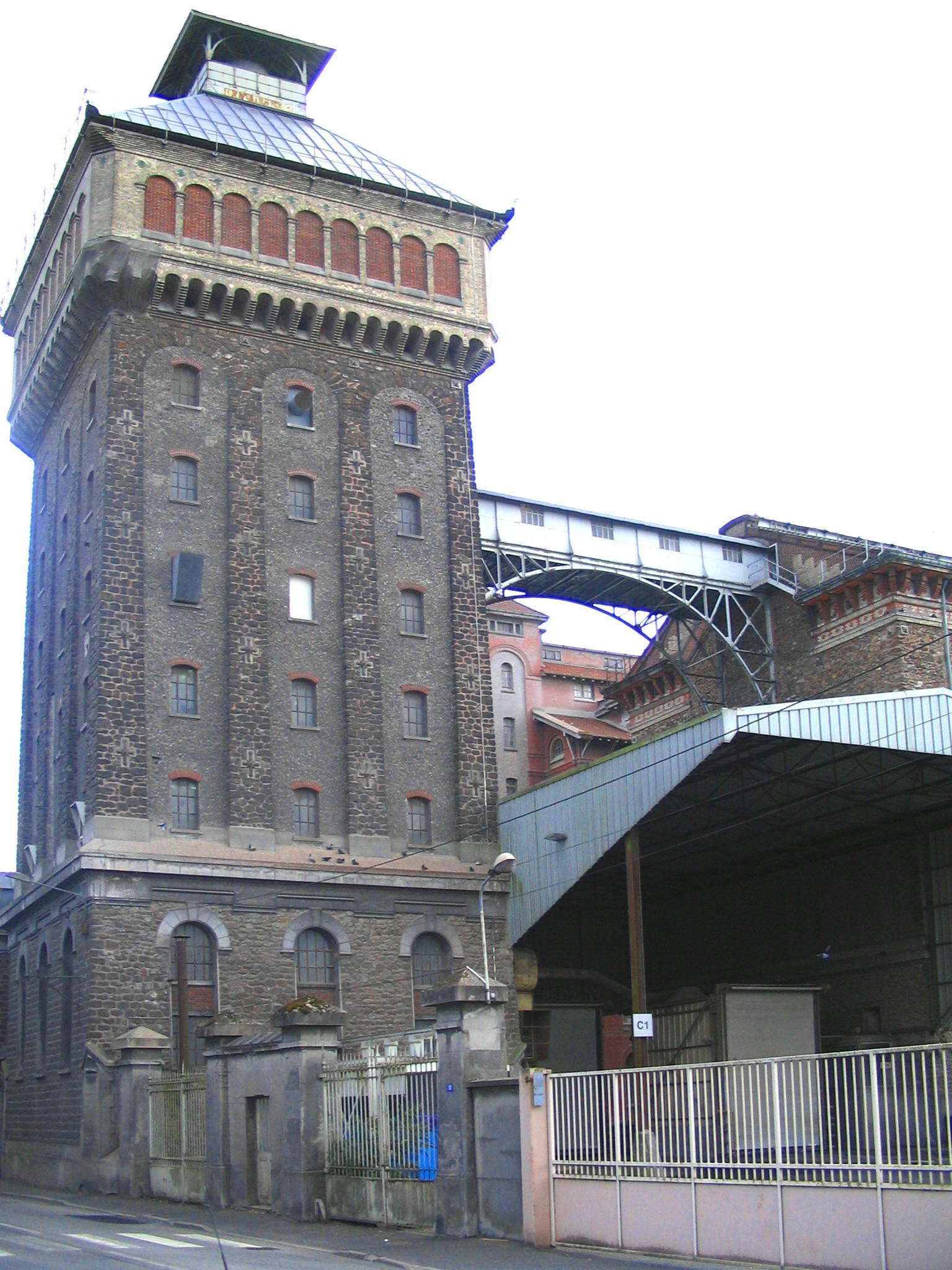
La tour élévatrice des Grands moulins de Corbeil.

### Personnalités liées à la commune
Différents personnages publics sont nés, décédés ou ont vécu à Corbeil-Essonnes :

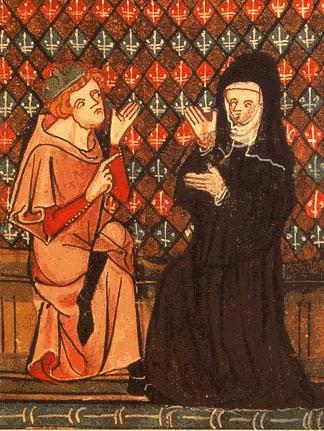
Abélard et Héloïse.

- Guillaume de Corbeil (vers 1070–1136), archevêque de Cantorbéry, y est né
- Pierre Abélard (1079-1142), théologien et philosophe, y enseigna ;
- Gilles de Corbeil, (1140-1224), médecin du roi et poète, y est né ;
- Pierre de Corbeil (v. 1150- v. 1222), professeur de théologie, considéré comme l'auteur de l'office dit de Pierre de Corbeil (texte et musique), pour la Fête de l'Âne, appelée aussi Fête des Fous (Festum stultorum), ou Fête des Innocents, y est né ;
- Ingeburge de Danemark (v. 1175-1236), reine de France, y est morte au prieuré de Saint-Jean-en-L’Isle ;
- Philippe V le Long, roi de France y épouse Jeanne II de Bourgogne le 21 janvier 1307 ;
- Louis Hesselin (1602-1662), surintendant des plaisirs de Louis XIII, y vint en villégiature à Chantemerle ;
- Pierre-François Didot (1732-1795), imprimeur de la cour y exerça ;
- Jacques-Henri Bernardin de Saint-Pierre (1737-1814), écrivain et botaniste, auteur du roman Paul et Virginie, y vécut ;
- Christophe-Philippe Oberkampf (1738-1815), homme d'affaires, y construisit le domaine de Chantemerle et y installa des filatures ;
- Jean-François de La Harpe (1739-1803) académicien, y fut exilé par Bonaparte 1er consul ;
- Jean-Baptiste-Gaspard d'Ansse de Villoison (1750-1805), helléniste, y est né ;
- Jean-Baptiste Beaufol, dit Beaufort de Thorigny (1761-1825), général des armées de la République, plusieurs fois blessé au combat, né à Paris, y est mort ;
- Jean-François Varlet (1764-1837), révolutionnaire, y est mort ;
- Jean-Baptiste Mauzaisse (1784-1844), peintre et lithographe, y est né ;
- Adolphe Dallemagne (1811-1882), peintre et photographe, y vécut et y est mort ;
- Victor Alfred Lécuyer (1814-1890), homme politique né et décédé à Corbeil-Essonnes, député de Seine-et-Oise de 1848 à 1849.
- Augustine Dallemagne (1821-1875), peintre, y vécut et y est morte ;
- Félicien Rops (1833-1898), peintre, y vécut et y est mort ;
- Paul Decauville (1846-1922), ingénieur et homme d'affaires, y exerça ;

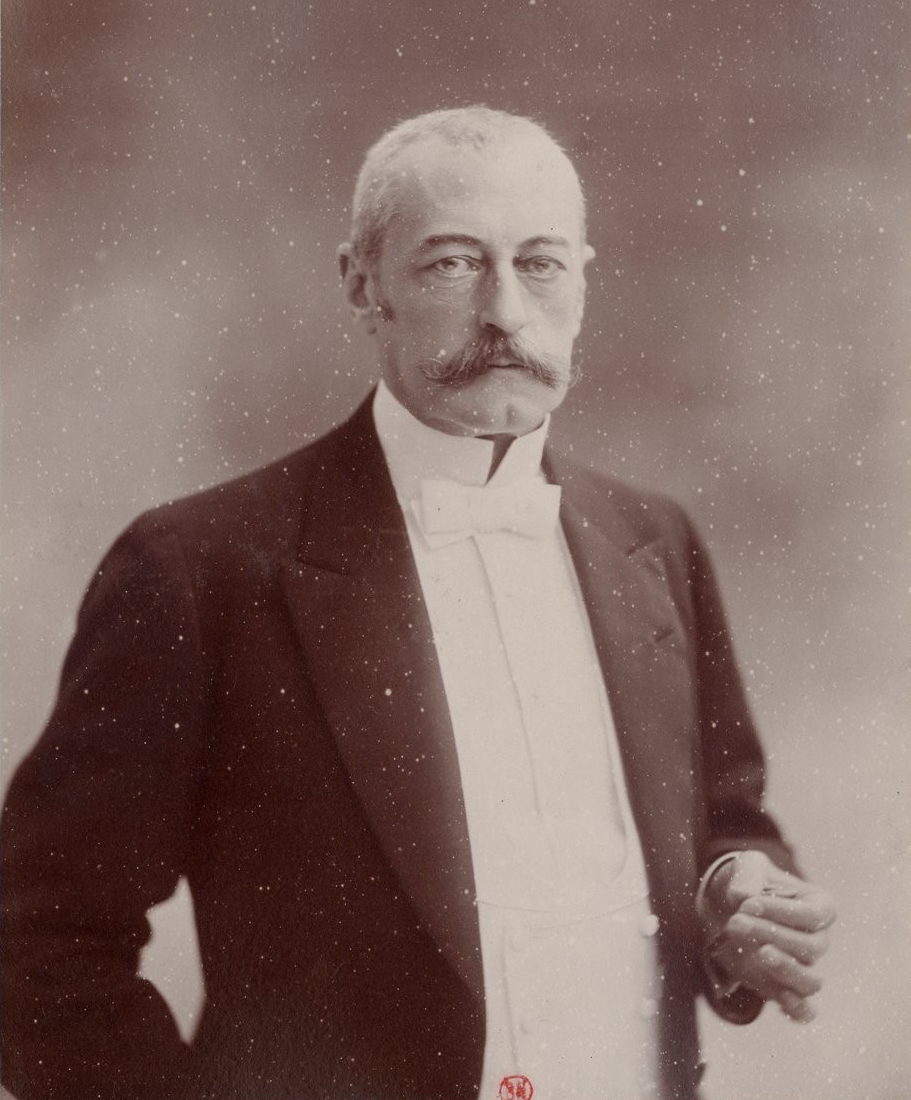
Pierre Waldeck-Rousseau

- Pierre Waldeck-Rousseau (1846-1904), homme politique, ministre de l’Intérieur et président du Conseil, y vécut au Castel Joli et y est mort ;
- Pierre Mélin (1863-1929), homme politique, député du Nord.
- Auguste Bluysen (1868-1952), architecte, y est né ;
- Alfred Jarry (1873-1907), poète et dramaturge, y vécut ;
- Marcel Forhan alias Yram (1884-1927), ingénieur, y est né ;
- Dréan (1884-1977), chanteur et acteur, y est mort ;
- Léon Bonnefons (1895-1978), homme politique, y est né ;
- Eugène-Napoléon Bey (1897-1978), activiste d'extrême droite, y est né ;
- René Leduc (1898-1968), ingénieur, y vécut ;
- Claude Dauphin (1903-1978), acteur y est né ;
- Dominique Aury (1907-1998), femme de lettres, y est morte ;
- Le Chanteur sans nom (1910-1974), de son vrai nom Roland Avellis, y est mort ;
- Pierre Ansart (1922-2016), philosophe et sociologue, y est né ;
- Roger Combrisson (1922-2008), homme politique, en fut député-maire et conseiller général ;
- Serge Dassault (1925-2018), homme d'affaires, et homme politique, Sénateur de l'Essonne, en fut maire et Conseiller général ;
- Yohanan Elihai (Jean Leroi) (1926-2020) - linguiste, lexicographe, , arabiste et pédagogue israélien, moine catholique, né en France [250]
- André Weber (1928-1996), acteur, y est mort ;
- Jean-Paul Brouchon (1938-2011), journaliste sportif spécialisé dans le cyclisme, y est né ;
- Jean-Claude Mignon (1950- ), homme politique, y est né ;
- Jean-Paul Brighelli (1953- ), écrivain, y enseigna ;
- Luc Templier (1954- ), écrivain et calligraphe, y est né ;
- Djamel Beghal (1965- ), terroriste islamiste, y vécut ;
- Christophe Dauphin (1966- ), acteur, y est né ;
- Frank Braley (1968- ), pianiste, y est né ;
- Romain Guyot (1969- ), clarinettiste, y est né ;
- Hubert Koundé (1970- ), acteur et réalisateur, y vécut ;
- Guillaume Perrot (1971-2006), acteur et dramaturge, y est mort ;
- Patrice Maniglier (1973- ), philosophe, y est né ;
- Walid Regragui (1975- ), footballeur et entraineur franco-marocain y est né ;
- Sylvain Bazin (1978- ), journaliste et auteur, y est né ;
- Maxime Baca (1983- ), footballeur, y est né ;
- Maguette Niang dite Atheena (1984- ), chanteuse de RnB contemporain, y vécut ;
- Le groupe PNL, groupe de cloud rap et de rap composé des frères Ademo (1986- ) et N.O.S (1989- ), originaires du quartier des Tarterêts ;
- Le groupe F430, groupe de cloud rap composé de Sensei (1988- ) et Jet (1989- ), originaires du quartier des Tarterêts.
- Hadi Sacko (1990- ), footballeur, y est né ;
- Le groupe MMZ, groupe de rap et de cloud rap composé de Laser (1998- ) et Moha (1998- ), originaires du quartier des Tarterêts ;
- Kamel Kebir, alias Kameto (1995- ), entrepreneur et vidéaste français spécialisé dans le jeu vidéo et l'e-sport, y est né ;
- Ziak (1997- ), rappeur, y vécut ;
- Oualy Tandia (2002- ), pratiquant de muay-thaï et d'arts martiaux mixtes, y est né ;
- Warren Bondo (2003- ), footballeur, y vit.

### Héraldique et logotype

Logo.

| Blason de Corbeil-Essonnes | Blason  | D’azur au cœur au naturel chargé d’une fleur de lys d’or. |
| Blason de Corbeil-Essonnes | Détails | La fusion avec l’ancienne commune d’Essonnes a permis de créer un nouveau blason : parti : au premier d’azur au cœur cousu de gueules chargé d’une fleur de lys d’or, au second aussi d’azur aux trois épis de blé d’or posés en éventail. Sur les deux blasons de Corbeil et Corbeil-Essonnes, l’erreur d’associer du gueules sur de l’azur en font des armes à enquerre. Le blason de la commune est apposé sur la rame TGV 97 au titre des parrainages du matériel roulant de la SNCF par les communes. La commune s’est en outre dotée d’un logotype reprenant les blasons et devises de Corbeil et Essonnes couronnés. |

### Devise
La devise de Corbeil-Essonnes, ancienne devise de Corbeil, est « cor bello paceque fidum » en latin, ce qui peut se traduire en français par « cœur fidèle en guerre et en paix ». Elle est complétée par l’ancienne devise d’Essonnes « crescet ad huc » en latin, dont la traduction en français est « par cela elle grandit ».

### Corbeil-Essonnes dans les arts et la culture
- Le nom « corbillard » vient de la ville de Corbeil[252]. Au Moyen Âge, Paris était approvisionné par le port de Corbeil par des navires à fond plat appelés des corbeillards. Lors d’une épidémie de peste, les cadavres furent évacués de la capitale par ces navires[253], donnant leur nom aux véhicules funéraires. Ainsi au Moyen Âge, Corbeil - située au confluent de la Seine et de l'Essonne - est réputée pour être un carrefour commercial. Le blé arrive des plaines voisines pour être ensuite transformé dans les grands moulins de la ville. Une fois fabriqué, le pain doit être acheminé jusqu'à Paris, pour cela, on le place dans des cales de bateau à fond plat[254]  tiré par des chevaux depuis le rivage. Ce transport fluvial va être renommé le « corbeillard »[252]. Cependant que, toujours au Moyen Âge, la peste bubonique refait surface en Europe. L'épidémie est terrible et fait des ravages inédits. Les rues de Paris débordent de cadavres[255]. Alors pour désengorger la capitale, on réquisitionne les bateaux de commerce pour transporter les morts loin de la ville. Le mot « corbillard »[256]" en tant que tel va apparaître à partir du XVIIe siècle[257], pour désigner ces voitures qui transportent les cercueils, sûrement par analogie entre le corbeillard et le corbillat, le petit du corbeau, souvent associé à la mort.
- La commune homonyme de Corbeil dans la Marne est située approximativement sous la même latitude à cent quarante-trois kilomètres à l’est.
- Honoré de Balzac situe de nombreuses scènes de La Cousine Bette à Corbeil résidence de Célestin Crevel[258].
- Certaines scènes des films Le Guignolo de Georges Lautner sorti en 1980 avec Jean-Paul Belmondo, Marie-Line de Mehdi Charef sorti en 2000 avec Muriel Robin furent tournées dans la commune[259], La Clef de Guillaume Nicloux sorti en 2007 et Agathe Cléry d’Étienne Chatiliez sorti en 2008[260].
- La commune a servi de décor à plusieurs artistes peintres qui l’ont représentée, dont Jean-Victor Bertin qui a réalisé Vue prise à Essonnes près de Corbeil conservé au musée du Louvre[261], et Antoine Muguet (1875-1954), qui a peint Le pont de Corbeil conservé au Musée des Beaux-Arts de Lyon[262].
- L’expression « prendre Paris pour Corbeil » qui signifie commettre une lourde bévue, viendrait de la légende que Corbeil assiégée résista et que les assaillants, des protestants, s’en allèrent faire le siège de Paris. Les Parisiens se seraient alors gaussés de la bêtise de la situation et de la grave erreur commise par les assiégeants : « Comment espérer prendre la capitale s’il leur est impossible de prendre une petite ville d’un comté voisin… voyons, il ne faut pas prendre Paris pour Corbeil »[263].